# Stephen Curry
Wardell Stephen Curry II (/ˈstɛfən/ STEF-ən; sinh ngày 14 tháng 3 năm 1988) hay còn được gọi là Steph Curry, là một cầu thủ bóng rổ chuyên nghiệp người Mỹ chơi cho Golden State Warriors tại Giải bóng rổ Nhà nghề Mỹ (NBA). Anh chơi ở vị trí hậu vệ dẫn bóng và được biết đến là một trong những hậu vệ dẫn bóng xuất sắc nhất mọi thời đại. Nhiều chuyên gia và cầu thủ đã coi anh là tay ném vĩ đại nhất trong lịch sử NBA. Curry cũng được coi là người đã có vai trò trong việc cách mạng hóa lối chơi bóng rổ bằng cách truyền cảm hứng cho chiến thuật sử dụng các cú ném ba điểm nhiều hơn. Curry có bảy lần tham dự NBA All-Star, hai lần nhận danh hiệu Cầu thủ hay nhất NBA (MVP) và bốn lần giành chức vô địch NBA cùng Warriors.
Là con trai của cựu cầu thủ NBA Dell Curry và là anh trai của cầu thủ đang chơi tại NBA Seth Curry, Stephen Curry từng chơi bóng cho đội bóng rổ đại học Davidson Wildcats. Anh lập kỷ lục ghi điểm mọi thời đại cho cả Davidson và Liên đoàn miền Nam,  hai lần được vinh danh là Cầu thủ hay nhất năm tại Liên đoàn. Trong năm thứ hai, Curry cũng thiết lập kỷ lục ghi được nhiều cú ném ba điểm nhất trong một mùa giải của NCAA, và sau đó được Warriors chọn với lượt chọn tổng thứ bảy trong kỳ NBA Draft 2009.
Trong mùa giải 2014-15, Curry giành danh hiệu MVP đầu tiên và giúp Warriors vô địch NBA lần đầu tiên kể từ năm 1975. Mùa giải tiếp theo, anh trở thành cầu thủ đầu tiên trong lịch sử NBA được bầu làm MVP bởi một cuộc bỏ phiếu nhất trí và dẫn đầu giải đấu về thành tích ghi điểm với tỷ lệ ném 50–40–90. Cùng năm đó, Warriors đã phá kỷ lục về số trận thắng nhiều nhất trong một mùa giải NBA trên đường đến vòng chung kết NBA 2016 mà họ đã để thua Cleveland Cavaliers sau khi hai đội phải kéo nhau vào trận bảy. Curry đã giúp Warriors trở lại vòng chung kết NBA năm 2017, 2018 và 2019, giành hai danh hiệu vô địch liên tiếp vào năm 2017 và 2018 trước khi bị Toronto Raptors đánh bại vào năm 2019. Sau khi bỏ lỡ vòng playoff vào năm 2020 và 2021, Curry đã giành chức vô địch lần thứ tư cùng Warriors trước Boston Celtics vào năm 2022 và đoạt danh hiệu Cầu thủ xuất sắc nhất Chung kết (Finals MVP). Cùng mùa giải đó, anh trở thành người với số lần ném 3 điểm nhiều nhất mọi thời đại trong lịch sử NBA, vượt qua Ray Allen.
Trong mùa giải 2012–13, Curry đã lập kỷ lục NBA về số cú ném 3 điểm ghi được trong một mùa giải chính với con số 272. Anh tự mình vượt qua kỷ lục đó vào năm 2015 và 2016 với con số lần lượt là 286 và 402. Anh hiện đang dẫn đầu trong danh sách ghi 3 điểm nhiều nhất mọi thời đại tại NBA. Curry và đồng đội Klay Thompson có biệt danh là "Splash Brothers"; vào năm 2013–14, họ lập kỷ lục về số cú ném ba điểm ghi được trong một mùa giải NBA với 484 và đã phá nó vào mùa giải tiếp theo (525), và một lần nữa trong mùa giải 2015–16 (678).

## Thời niên thiếu
Wardell Stephen Curry II là con trai của Sonya and Dell Curry. Anh được sinh ra tại Akron, Ohio ở Bệnh viện Summa Akron City (cùng bệnh viện mà LeBron James đã được sinh ra ba năm trước đó) khi cha anh đang chơi cho Cleveland Cavaliers. Anh lớn lên tại Charlotte, North Carolina, nơi mà cha anh hầu hết dành sự nghiệp NBA cho Charlotte Hornets. Dell thường đưa Curry và em trai Seth đến các trận đấu của ông và tập ném bóng cùng đội Hornet trong lúc khởi động. Cả gia đình chuyển đến Toronto một thời gian ngắn khi Dell kết thúc sự nghiệp thi đấu của mình với tư cách là một thành viên của đội Raptors. Trong khoảng thời gian này, Curry chơi cho đội bóng rổ nam sinh trường Công giáo Queensway, giúp họ đạt thành tích có một mùa giải bất bại. Anh ấy cũng là thành viên của đội Toronto 5–0, một câu lạc bộ chơi ở Ontario, chơi cùng với các cầu thủ NBA trong tương lai là Cory Joseph và Kelly Olynyk. Curry giúp cho đội đạt thành tích 33–4, vô địch giải tỉnh.
Khi Dell giải nghệ, cả gia đình chuyển đến Charlotte và Curry theo học tại trường Công giáo Charlotte, giúp cho đội của mình có được ba chức vô địch liên đoàn và ba lần tham dự vòng playoff cấp bang. Vì cha đã từng thi đấu cho đội bóng rổ trường ĐH Virginia Tech nên Curry muốn được chơi bóng tại đây nhưng chỉ có thể kí hợp đồng không học bổng do thân hình mảnh mai và cân nặng chỉ có 160 pound. Anh chọn gia nhập đội bóng của trường Davidson, nơi mà đã muốn tuyển anh từ năm lớp mười.

## Sự nghiệp đại học

### Mùa giải năm nhất
Trước khi Curry chơi trận đầu tiên cho Wildcats, huấn luyện viên trưởng Bob McKillop đã khen ngợi anh tại một sự kiện của cựu sinh viên Davidson, ông nói rằng: "Hãy đợi cho đến khi bạn gặp Steph Curry. Cậu ấy có gì đó rất đặc biệt." Trong trận đấu đầu tiên ở trường đại học trước Eastern Michigan, Curry kết thúc với 15 điểm nhưng đã có 13 lượt mất bóng. Trong trận đấu tiếp theo với Michigan, anh ghi được 32 điểm, thực hiện 4 kiến tạo, và 9 rebound. Curry đã kết thúc một mùa giải dẫn dắt Southern Conference với thành tích ghi bàn 21,5 điểm mỗi trận. Thành tích ghi bàn của anh đứng thứ hai trên toàn quốc trong số các sinh viên năm nhất, chỉ sau Kevin Durant của Texas. Khả năng ghi bàn của Curry đã giúp Wildcats đạt thành tích chung cuộc 29–5 và danh hiệu Southern Conference trong mùa giải. Ngày 2 tháng 3 năm 2007, trong trận bán kết ở giải đấu Southern Conference đối đầu với Furman, Curry đã ghi bàn thắng ba điểm thứ 113 trong năm, phá kỷ lục ba điểm của tân sinh viên NCAA Kedron Clark trong mùa giải.
Curry đã vượt qua kỷ lục ghi bàn của sinh viên năm nhất ở trường khi đạt được 502 điểm trước Chattanooga vào ngày 6 tháng 2 năm 2007. Ngày 15 tháng 3 năm 2007, Davidson tham gia giải đấu NCAA với tư cách là hạt giống số 13 đối đầu với Maryland; mặc dù Curry có 30 điểm cao nhất trong trận đấu, Davidson vẫn thua 82–70. Vào cuối mùa giải sinh viên năm nhất, Curry được vinh danh là Sinh viên năm nhất của Hội đồng Miền Nam của năm, MVP của Giải đấu SoCon và được chọn tham dự SoCon All-tournament team, All-freshman team và All-SoCon First Team. Anh cũng là nhân vật được vinh danh trên Sports Illustrated's All-Mid-Major. Sau khi mùa giải kết thúc, anh được chọn vào đội tuyển Hoa Kỳ tham dự Giải vô địch thế giới FIBA U19 năm 2007, trong đó anh ghi trung bình 9,4 điểm, 3,8 rebound và 2,2 kiến tạo trong 19,4 phút, giúp Đội tuyển Hoa Kỳ giành huy chương bạc.

### Mùa giải năm hai

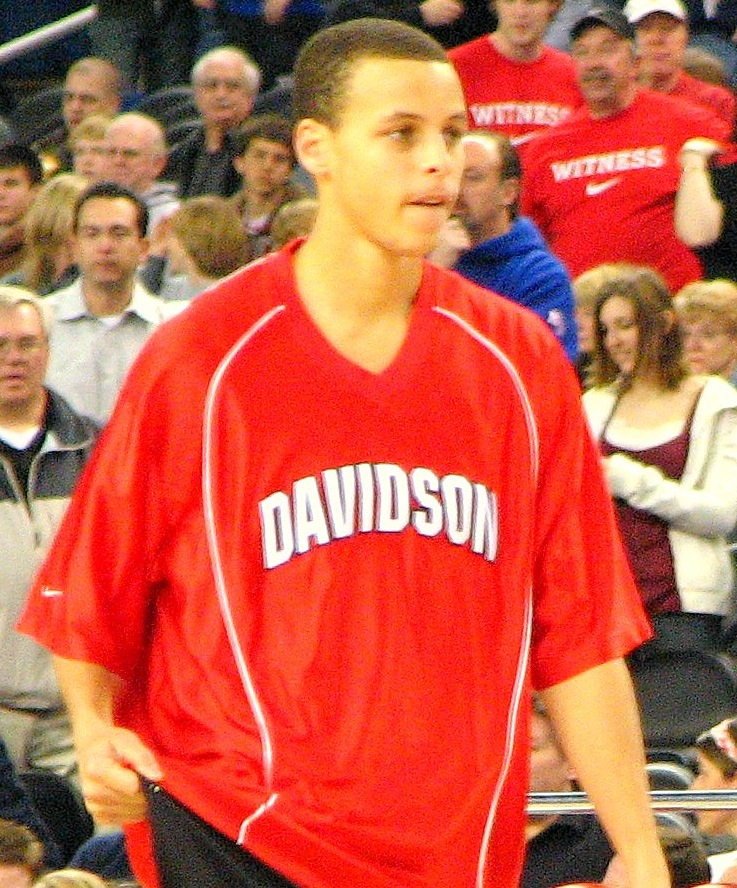
Curry tại giải NCAA 2008

Trong mùa giải thứ hai 2007–08, chiều cao của Curry đã đạt đến 188 cm và một lần nữa dẫn đầu Southern Conference về thành tích ghi bàn, anh ghi trung bình 25,5 điểm mỗi trận đồng thời có thêm 4,7 rebound và 2,8 kiến tạo. Anh đã dẫn dắt Wildcats đạt kỷ lục 26–6 mùa giải và kỷ lục 20–0 hội nghị. Nhờ lối chơi xuất sắc của Curry, Davidson đã giành được suất tham dự giải NCAA lần thứ ba liên tiếp.
Ngày 21 tháng 3 năm 2008, Davidson đấu với hạt giống số bảy Gonzaga. Gonzaga dẫn trước 11 điểm vào đầu hiệp hai nhưng Curry tiếp tục ghi 30 điểm trong hiệp để đẩy Davidson giành chiến thắng tại Giải đấu NCAA đầu tiên của họ kể từ năm 1969 với tỷ số 82–76. Curry kết thúc trận đấu với 40 điểm trong trong đó có 8 trên 10 quả bóng được ném từ phạm vi vạch ba điểm. Ngày 23 tháng 3, Davidson đấu với hạt giống số hai Georgetown ở vòng hai của Giải đấu NCAA. Georgetown được xếp hạng thứ tám trên toàn quốc và tham gia trận đấu với tư cách là ứng cử viên được yêu thích nhất sau khi xuất hiện trong trận Chung kết năm 2007. Curry chỉ giành được 5 điểm trong nửa đầu của trận đấu khi Davidson dẫn trước tới 17 điểm, nhưng 25 giây ghi điểm ở hiệp hai của anh đã giúp Davidson giành chiến thắng ngược dòng 74–70.
Ngày 28 tháng 3 năm 2008, Curry đã dẫn dắt Davidson đến một chiến thắng khác, trước hạt giống thứ ba Wisconsin. Curry ghi được 33 điểm trong chiến thắng 73–56 của Davidson giúp đội tiến thẳng đến Tứ kết. Curry cùng với Clyde Lovellette, Jerry Chambers và Glenn Robinson là những cầu thủ đại học duy nhất ghi được hơn 30 điểm vào bốn trận đấu đầu tiên trong sự nghiệp của họ tại giải NCAA. Curry cũng vượt qua Darrin Fitzgerald của Butler để giành kỷ lục ghi nhiều cú ném ba điểm nhất trong một mùa giải với 158 quả ném. Ngày 30 tháng 3 năm 2008, anh lập kỷ lục trước hạt giống hàng đầu Kansas Jayhawks, với cú ném ba điểm thứ 159 trong mùa giải. Curry ghi được 25 điểm trong trận đấu nhưng Davidson vẫn thua 59–57, và Jayhawks tiếp tục giành chức vô địch.
Curry kết thúc mùa giải với trung bình 25,9 điểm, 2,9 kiến tạo và 2,1 rebound mỗi trận. Anh được đặt tên vào Associated Press' All-America Second Team vào ngày 31 tháng 3 năm 2008. Anh cũng được vinh danh là Cầu thủ xuất sắc nhất Khu vực Trung Tây trong giải đấu NCAA 2008, trở thành cầu thủ đầu tiên của một đội không lọt vào Bán kết được vinh danh kể từ Juwan Howard của Michigan vào năm 1994. Curry đã được đề cử cho giải ESPY ở hạng mục Cầu thủ đột phá của năm.

### Mùa giải năm cuối
Sau trận thua của Davidson trước Kansas ở trận Chung kết khu vực NCAA, Curry thông báo rằng anh sẽ trở lại vào năm cuối đại học của mình. Anh nói rằng anh muốn phát triển hơn ở vị trí Hậu vệ dẫn bóng, vị trí có khả năng cao anh sẽ chơi tại NBA. Ngày 18 tháng 11 năm 2008, Curry ghi được 44 điểm cao nhất trong sự nghiệp ở trận thua 82–78 của Davidson trước Oklahoma. Anh đã kéo dài kỷ lục trong sự nghiệp của mình bằng cách ghi ít nhất 25 điểm trong bảy trận liên tiếp. Ngày 21 tháng 11, Curry ghi được 13 kiến tạo cao nhất sự nghiệp lúc bấy giờ, cùng với 30 điểm trong chiến thắng 97–70 của Davidson trước Winthrop. Ngày 25 tháng 11, trong trận đấu với Loyola, Curry đã bị cầm hòa không bàn thắng khi Loyola liên tục dùng bài phòng thủ lấy hai kèm một với anh. Đó là trận đấu không ghi bàn duy nhất của Curry trong sự nghiệp bóng rổ ở trường đại học và là trận thứ hai của anh không đạt được mức điểm hai chữ số. Anh kết thúc với số điểm 0–3 Davidson thắng trận đấu với 78–48. Trong trận đấu tiếp theo của Davidson 11 ngày sau, Curry đạt điểm cao nhất trong sự nghiệp là 44 ở chiến thắng 72–67 trước North Carolina State.
Curry vượt mốc 2.000 điểm trong sự nghiệp vào ngày 3 tháng 1 năm 2009, khi anh ghi 21 điểm vào rổ Samford. Ngày 14 tháng 2 năm 2009, Curry bị lật cổ chân trong hiệp hai trận thắng trước Furman. Chấn thương khiến Curry bỏ lỡ trận đấu ngày 18 tháng 2 với The Citadel, trận đầu tiên và duy nhất anh bỏ lỡ trong sự nghiệp đại học của mình. Ngày 28 tháng 2 năm 2009, Curry trở thành cầu thủ ghi bàn hàng đầu mọi thời đại của Davidson với 34 điểm trong chiến thắng 99–56 trước Georgia Southern. Trận thắng đã mang đến cho Curry 2.488 điểm trong sự nghiệp, vượt qua người dẫn đầu trường trước đó John Gerdy. Davidson giành chức vô địch mùa giải chính thức 2008–09 Southern Conference cho giải phía Nam, kết thúc với tỷ số 18–2 trong đại hội.
Trong giải đấu Southern Conference năm 2009, Davidson đấu với Bang Appalachian ở Tứ kết và thắng 84–68. Curry ghi được 43 điểm, đây là số điểm nhiều thứ ba trong lịch sử giải đấu Southern Conference. Trong trận Bán kết, gặp College of Charleston, Curry ghi 20 điểm nhưng Davidson thua 52–59. Bất chấp sự vận động hành lang từ huấn luyện viên trưởng Davidson Bob McKillop và huấn luyện viên Charleston Bobby Cremins, Wildcats không nhận được tournament bid NCAA. Thay vào đó, họ nhận được danh hiệu hạt giống thứ sáu trong 2009 NIT. Davidson đấu với hạt giống số ba, South Carolina, ở vòng đầu tiên. Curry ghi được 32 điểm khi  Davidson đánh bại Gamecocks với tỷ số 70–63. Davidson sau đó thua 80–68 trước Saint Mary's Gaels tại vòng thứ hai. Curry ghi được 26 điểm, 9 rebound và 5 kiến tạo trong trận đấu cuối cùng anh thi đấu cho Davidson Wildcats.
Trong mùa giải cuối cùng của anh tại Davidson, Curry ghi trung bình 28,6 điểm, 5,6 kiến tạo và 2,5 lần cướp bóng. Anh là người dẫn đầu về điểm số của NCAA và được vinh danh là đội All-American First Team. Curry đã chọn không tham gia năm cuối tại Davidson, nhưng anh nói rằng anh vẫn dự định sẽ lấy bằng đại học của mình. Anh đã hoàn thành bằng cử nhân xã hội học vào tháng 5 năm 2022. Việc Curry hoàn thành bằng cấp đủ điều kiện cho anh treo số áo của mình; Davidson dành vinh dự đó cho những cầu thủ hoàn thành bằng cấp của họ tại trường. Trong một buổi lễ được tổ chức vào ngày 31 tháng 8 năm 2022, Curry trở thành cầu thủ  Davidson Wildcats đầu tiên có số áo đấu được treo (sáu cầu thủ khác đã treo áo đấu, nhưng số áo của họ vẫn được sử dụng). Tại buổi lễ, anh cũng bước vào đại sảnh danh vọng thể thao của Davidson và nhận bằng tốt nghiệp.

## Sự nghiệp chuyên nghiệp

### Golden State Warriors (2009–nay)

#### Những năm đầu (2009–2012)

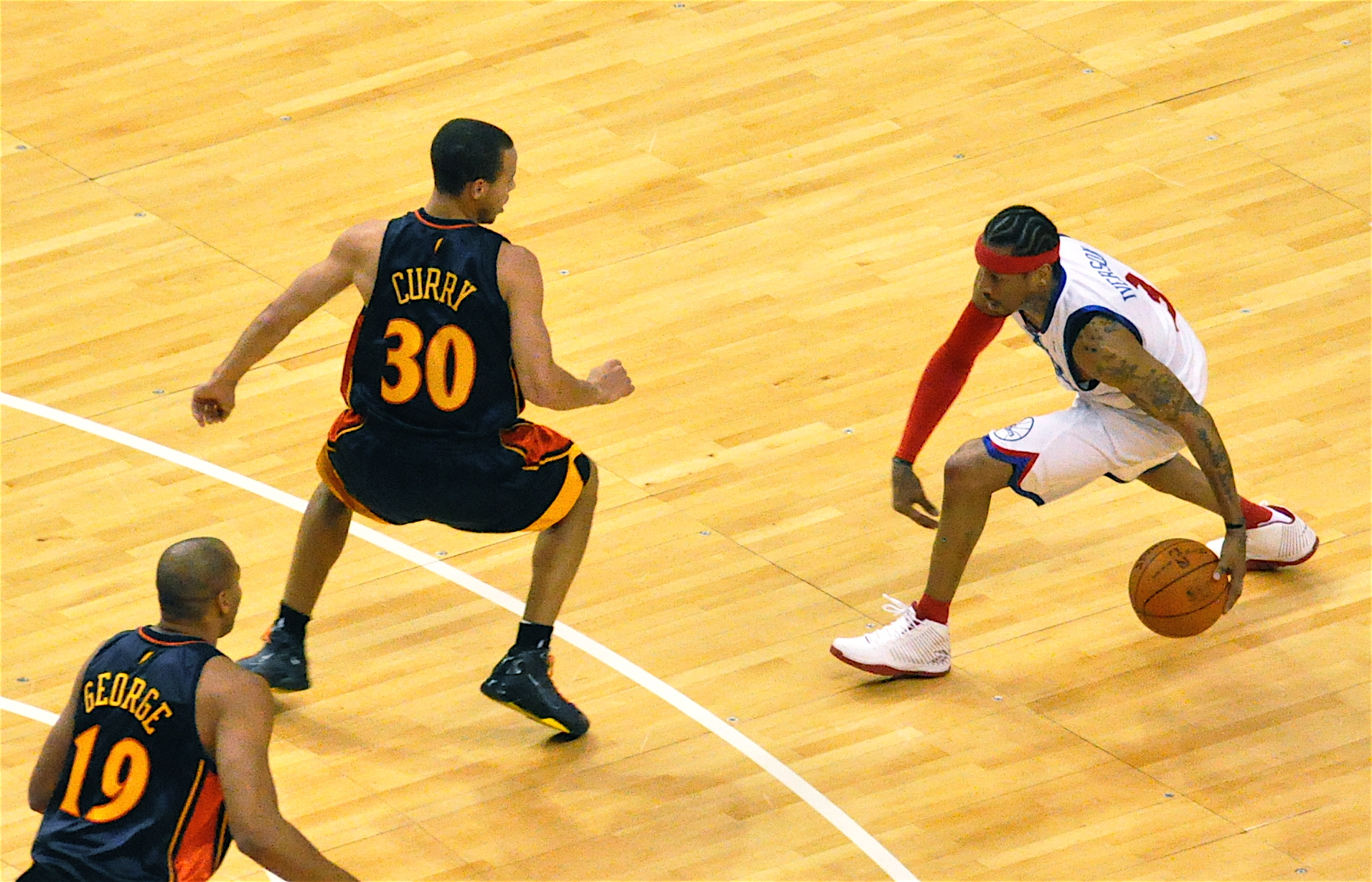
Curry kèm Allen Iverson năm 2009

Ngày 25 tháng 6 năm 2009, Curry là người thứ bảy được chọn trong Đợt tuyển chọn NBA năm 2009 của Golden State Warriors. Mặc dù Warriors đã có một cầu thủ khác là Monta Ellis, cao 190.5 cm, với tư duy tấn công, nhưng huấn luyện viên Don Nelson lại có thích sử dụng các đội hình nhỏ trong hệ thống Nellie Ball của mình và đã đồng ý với ý kiến chọn Curry. Tuy nhiên, Ellis công bố trong một buổi họp báo rằng anh và Curry không thích hợp để chơi cùng nhau do cả hai đều có chiều cao quá khiêm tốn. Curry đã xuất hiện trong 80 trận (77 trận ra sân) ở mùa giải 2009–10, ghi trung bình 17,5 điểm, 4,5 rebound, 5,9 kiến tạo và 1,9 lần cướp bóng trong 36,2 phút. Nửa sau mùa giải đã đưa anh trở thành tân binh trong cuộc đua của năm. Anh được vinh danh là Tân binh của tháng tại Western Conference vào tháng 1, tháng 3 và tháng 4, kết thúc với tư cách là tân binh duy nhất của Western Conference ba lần giành được giải thưởng này. Anh đã về nhì trong Giải thưởng Tân binh NBA của năm sau Tyreke Evans và được nhóm các chuyên gia cùng nhà báo thống nhất chọn vào đội hình All-Rookie First Team của NBA, trở thành cầu thủ Warriors đầu tiên kể từ Jason Richardson trong 2001–02 giành được danh hiệu All-Rookie First Team. Anh đã tám lần ghi được hơn 30 điểm, thiết lập được nhiều trận đấu ghi 30 điểm nhất trong các tân binh năm 2009–10 và cũng nhiều nhất kể từ khi LeBron James với 13 lần và Carmelo Anthony với 10 lần trong năm 2003–04. Curry có năm trận ghi 30 điểm/10 pha kiến tạo, vượt qua Michael Jordan về số trận ghi 30 điểm/10 pha kiến tạo nhiều thứ hai của tân binh (Oscar Robertson đứng đầu với 25 điểm). Anh trở thành tân binh thứ sáu trong lịch sử NBA ghi được 35 điểm, 10 kiến tạo, 10 rebound khi anh có được triple-double đầu tiên trong sự nghiệp với 36 điểm, 13 kiến tạo và 10 rebound trước Los Angeles Clippers vào ngày 10 tháng 2. Trong trận đấu cuối cùng trong mùa của Warriors đối đầu với Portland Trail Blazers vào ngày 14 tháng 4, Curry đã ghi được 42 điểm, 9 rebound và 8 kiến tạo, con số cao nhất trong sự nghiệp khi đó, trở thành tân binh đầu tiên kể từ Robertson vào tháng 2 năm 1961 đạt ít nhất cùng một số điểm ở mỗi hạng mục trong cùng một trận đấu. Curry đã kết thúc mùa giải tân binh của mình với 166 cú ném ba điểm, con số nhiều nhất mà một tân binh từng có trong lịch sử NBA.

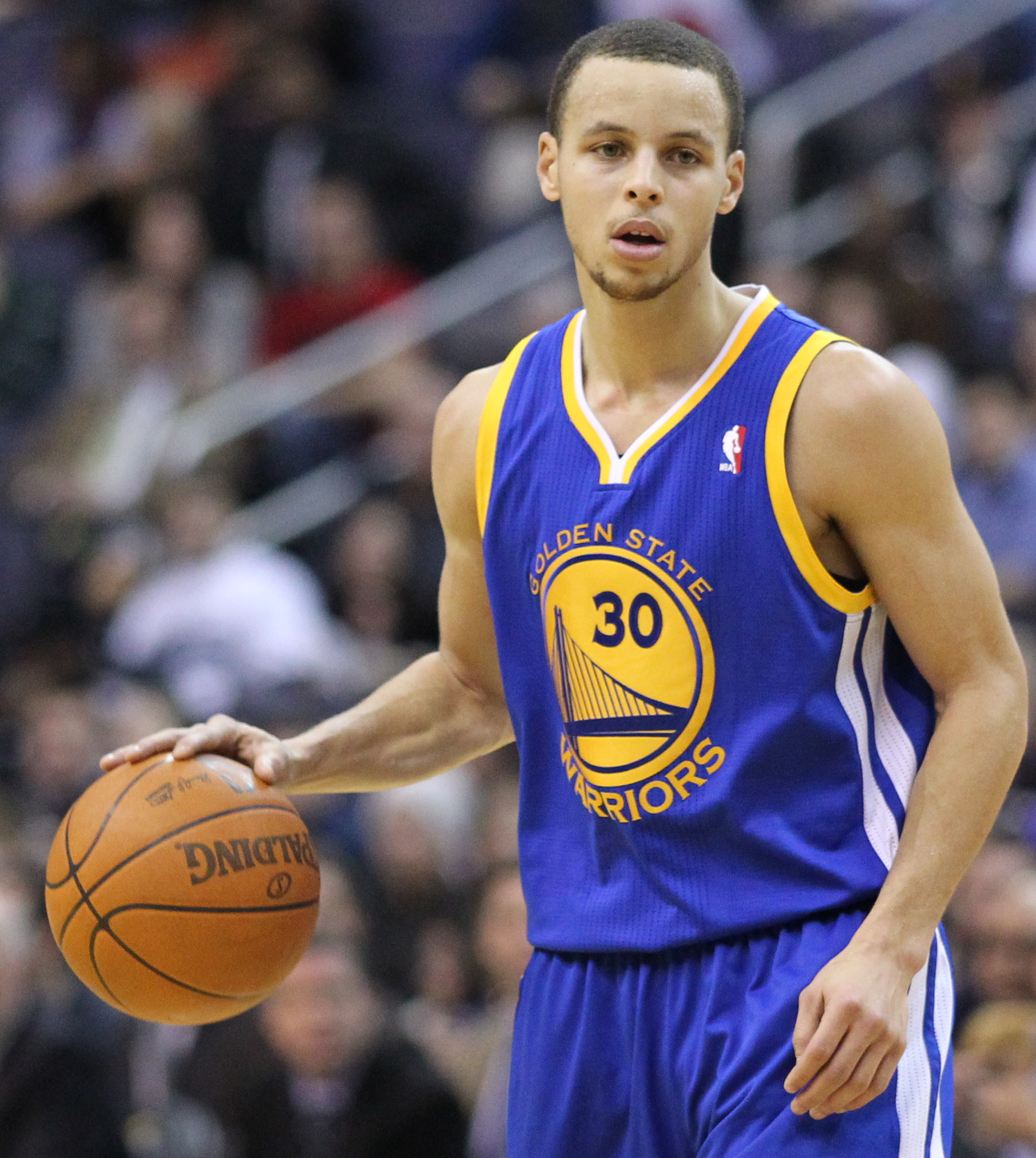
Curry tháng 3 năm 2011

Trong năm 2010–11, Curry thi đấu 74 trận (đều đánh chính), ghi trung bình 18,6 điểm, 3,9 rebound, 5,8 kiến tạo và 1,47 lần cướp bóng trong 33,6 phút mỗi trận. Tỷ lệ ném phạt của anh là 0,934 (212–227 FT) lập kỷ lục trong mùa giải mới của Warriors, vượt qua cột mốc trước đó là 0,924 do Rick Barry thiết lập vào năm 1977–78. Anh cũng trở thành cầu thủ Warriors đầu tiên dẫn đầu NBA về tỷ lệ ném phạt kể từ Mark Price vào năm 1996–97. Curry đã 35 lần ghi được hơn 20 điểm, trong đó có bảy lần ghi trên 30. Anh có season-high với 39 điểm và sau đó đạt career-high về số lần ném rổ thành công với 14 lần (trên 20 FGA) trước Oklahoma City Thunder vào ngày 5 tháng 12. Tháng 2 năm 2011, tại All-Star Weekend, Curry đã giành chiến thắng trong Thử thách kỹ năng và ghi được 13 điểm, 8 kiến tạo và 6 rebound trong 28 phút với tư cách là thành viên của đội Sophomore trong Rookie Challenge. Tháng 5 năm 2011, anh được vinh danh là người nhận Giải thưởng NBA Sportsmanship, và đã trải qua cuộc phẫu thuật mắt cá chân phải.
Trong mùa giải lockout-shortened năm 2011-2012, Curry xuất hiện trong 26 trận (23 trận đánh chính), ghi trung bình 14,7 điểm, 3,4 rebound, 5,3 kiến tạo và 1,5 lần cướp bóng trong 28,2 phút mỗi trận. Anh đã bỏ lỡ 40 trận đấu do chấn thương mắt cá chân phải và bàn chân, bao gồm cả 28 trận đấu cuối cùng bị bong gân mắt cá chân phải và ca phẫu thuật mắt cá chân sau đó, được thực hiện vào ngày 25 tháng 4. Năm 2012, Golden State đã đưa Curry vào đề nghị giao dịch với Milwaukee Bucks để đổi lấy Andrew Bogut, nhưng phía Bucks đã từ chối vì tiền sử chấn thương cổ chân của Curry. Thay vào đó, Ellis đã được giao dịch. Theo giám đốc điều hành của Warriors lúc đó, Larry Riley, họ đưa Curry vào đề nghị với ý định cuối cùng là giao dịch Ellis. Thỏa thuận này mở ra một cơ hội cho Curry dẫn dắt đội hình.

#### Lần đầu tham dự All-Star và vòng loại trực tiếp (2012–2014)
Trước khi bắt đầu mùa giải 2012–13, Curry đã ký hợp đồng gia hạn 4 năm trị giá 44 triệu đô la với Warriors. Vào thời điểm đó, nhiều ký giả bóng rổ coi đây là hành động mạo hiểm đối với Golden State vì tiền sử chấn thương của Curry. Trong suốt năm ấy, Curry và đồng đội thân thiết Klay Thompson đã nổi tiếng với khả năng ghi bàn từ các vị trí ở ngoài vòng vòng bán nguyệt, khiến họ có biệt danh là "Splash Brothers". Năm 2012–13, Curry xuất hiện trong 78 trận (đều ra sân trong đội hình xuất phát), ghi được điểm trung bình cao nhất trong sự nghiệp là 22,9 (xếp thứ bảy tại NBA) và 6,9 kiến tạo cùng với 4,0 rebounds và 1,62 lần cướp bóng trong 38,2 phút. Anh đã thiết lập kỷ lục mới về số quả 3 thành công trong một mùa của NBA với 272 quả, vượt qua cột mốc trước đó do Ray Allen thiết lập (269 quả ba điểm năm 2005–06), ném ít hơn 53 lần so với số lần ném Allen đã thực hiện khi khoác áo Seattle.
Curry giành được danh hiệu Cầu thủ xuất sắc nhất tháng của Western Conference vào tháng 4. Trong thời gian này, anh ghi trung bình 25,4 điểm, 8,1 kiến tạo, 3,9 rebound và 2,13 lần cướp bóng trong tám trận đấu tháng cuối cùng của mùa giải để trở thành cầu thủ thứ ba của Warriors giành được giải thưởng này, cùng với Chris Mullin (tháng 11 năm 1990 và tháng 1 năm 1989) và Bernard King (tháng 1 năm 1981). Anh đã có hai trong số sáu trận ghi điểm nhiều nhất ở NBA với 54 điểm vào ngày 27 tháng 2 tại New York và 47 điểm vào ngày 12 tháng 4 tại Los Angeles, trở thành cầu thủ Warriors đầu tiên ghi được hơn 45 điểm tại New York và Los Angeles trong cùng một mùa giải kể từ Rick Barry vào năm 1966, anh cùng Barry, Guy Rodgers và Wilt Chamberlain với tư cách là bốn cầu thủ Warriors duy nhất làm được điều đó. 54 điểm của Curry trước New York Knicks bao gồm 11 quả ba điểm, kỷ lục cá nhân tốt nhất và kỷ lục của Golden State Warriors tại thời điểm đó, trở thành cầu thủ đầu tiên trong lịch sử NBA ghi được hơn 50 điểm với hơn 10 cú ném ba điểm trong một trận đấu. Đó là thành tích đạt được nhiều điểm nhất của một cầu thủ Warriors kể từ khi Purvis Short ghi được 59 điểm vào năm 1984. Năm 2013, anh góp mặt ở vòng loại trực tiếp lần đầu tiên trong sự nghiệp của mình, cùng Warriors giành được hạt giống thứ sáu ở Western Conference. Trong 12 trận ở vòng loại (đều ra sân từ đầu), anh ghi trung bình 23,4 điểm, 8,1 kiến tạo và 3,8 rebound. Anh đã thiết lập một kỷ lục mới cho Golden State Warriors với 42 cú ném ba điểm trong vòng loại trực tiếp, vượt qua kỷ lục trước đó của Warriors với 29 cú ném ba điểm trong sự nghiệp của Jason Richardson, đưa tổng số bàn thắng ba điểm tại một mùa giải của anh lên 314, trở thành cầu thủ đầu tiên trong lịch sử NBA đạt được ít nhất 300 cú ném ba điểm ở một mùa giải.

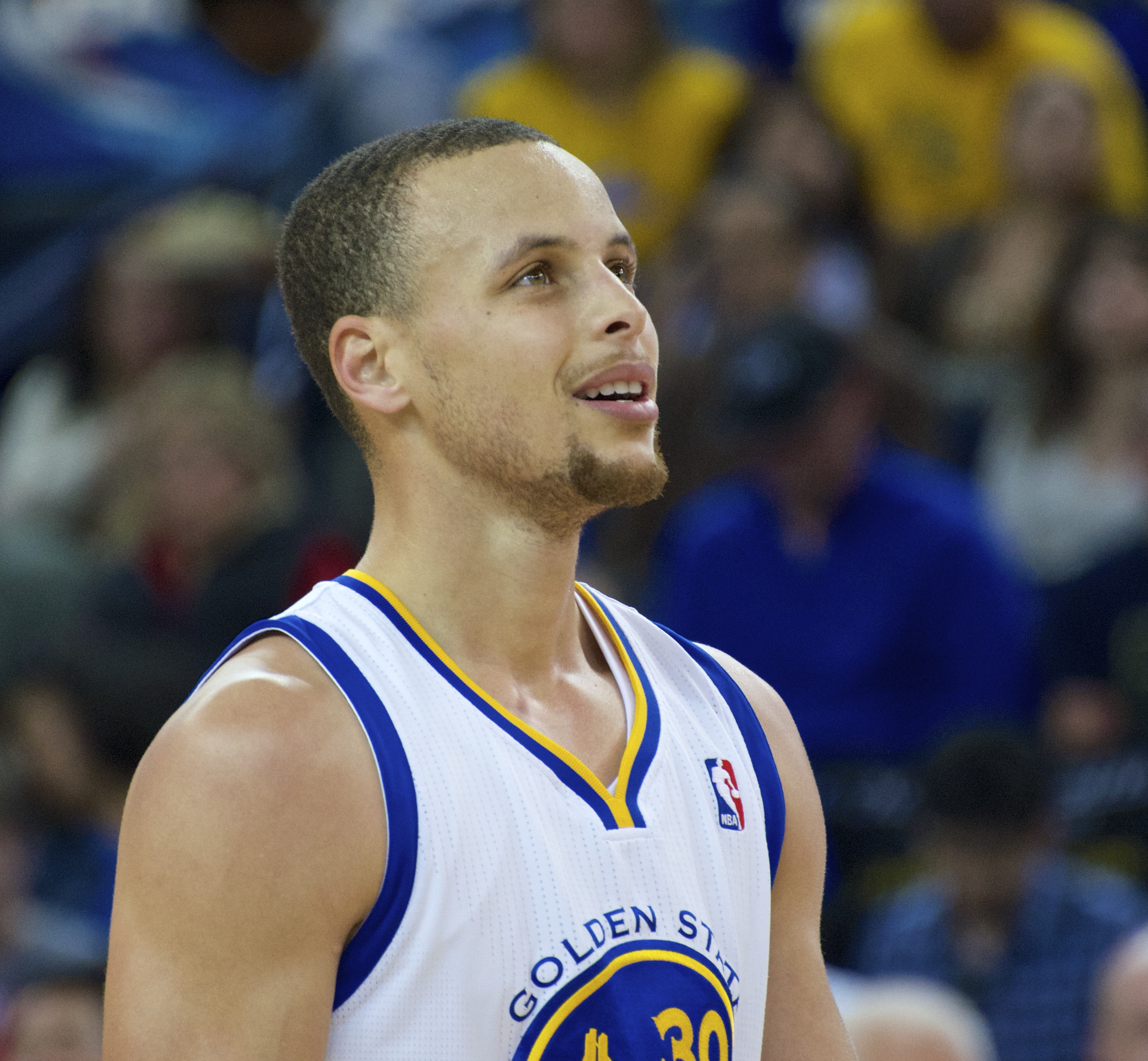
Curry tháng 4 năm 2014

Trong năm 2013–14, Curry xuất hiện trong 78 trận (đều ra sân từ đầu), ghi trung bình số điểm cao nhất trong sự nghiệp là 24,0 điểm (đứng thứ bảy tại NBA) và 8,5 kiến tạo (đứng thứ năm) cùng với 4,3 rebound và 1,63 lần cướp bóng, trở thành cầu thủ đầu tiên trong lịch sử Warriors ghi trung bình 24 điểm và 8 kiến tạo trong một mùa giải (cầu thủ thứ 9 trong lịch sử NBA). Anh đã dẫn đầu giải đấu về số lần ghi ba điểm được thực hiện trong mùa giải thứ hai liên tiếp với con số 261 (nhiều thứ tư từ trước đến nay trong một mùa giải), cầu thủ đầu tiên sau Ray Allen vào các năm 2001–02 và 2002–03 dẫn đầu giải đấu với số quả ba điểm trong các mùa giải liên tiếp. Anh được vinh danh là Cầu thủ xuất sắc nhất tháng của Western Conference vào tháng 4 và giành được danh hiệu All-NBA Second Team, trở thành cầu thủ Warriors đầu tiên có tên trong đội một hoặc dội hai All-NBA kể từ năm 1993–94. Ngày 7 tháng 12 trong trận đấu với Memphis Grizzlies, Curry đã vượt qua Jason Richardson (700) để trở thành người dẫn đầu về số quả 3 thành công trong sự nghiệp của Golden State Warriors. Tháng 2, anh xuất hiện lần đầu tiên tại All-Star, trở thành người đại diện đầu tiên của Warriors ra sân ngay từ đầu ở All-Star kể từ Latrell Sprewell vào năm 1995. Anh đã ghi được 47 điểm, cao nhất mùa giải, vào ngày 13 tháng 4 trước đội Portland Trail Blazers, đây là trận đấu thứ ba trong năm mà anh ghi được ít nhất 40 điểm. Anh kết thúc mùa giải với việc bắt kịp vị trí thứ 2 về số lần ghi triple-double ở NBA với 4 lần, nhiều nhất của một cầu thủ Warriors trong một mùa giải kể từ khi Chamberlain đạt được năm lần vào năm 1963–64. Warriors đứng ở vị trí thứ sáu trong mùa thường niên và lọt vào giai đoạn postseason thứ hai liên tiếp và đã thất bại sau bảy trận đấu trước đội Los Angeles Clippers.

#### Giải vô địch NBA và MVP (2014–2015)

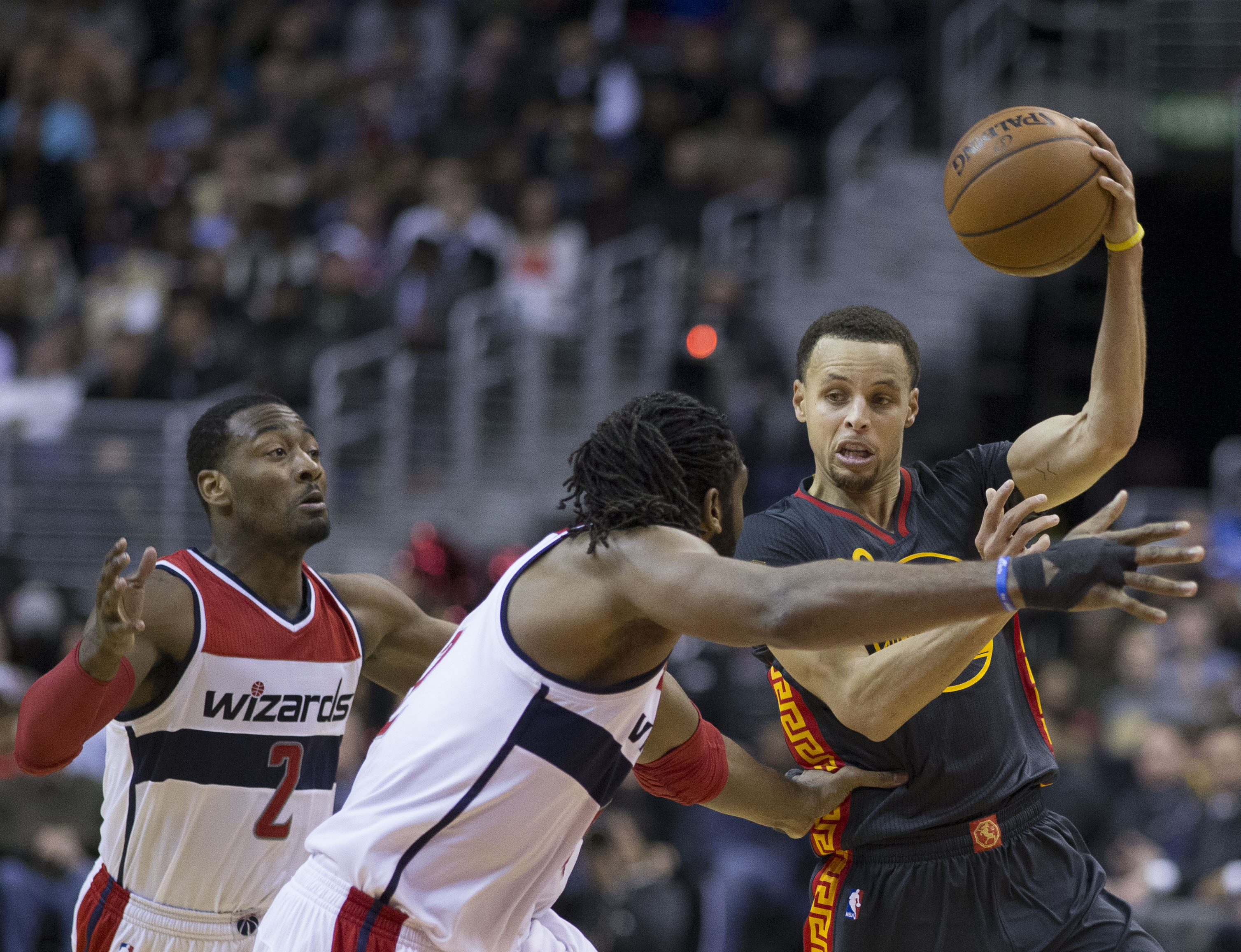
Curry chuẩn bị vượt qua khi bị kèm bởi John Wall và Nenê của Washington Wizards. Curry có trung bình 7,7 pha kiến tạo mỗi trận trong mùa giải 2014–15, đủ tốt để đứng thứ sáu trong giải đấu.

Trước khi bắt đầu mùa giải 2014–15, Warriors đã thuê cựu cầu thủ NBA và tổng giám đốc Steve Kerr làm huấn luyện viên trưởng mới của họ. Kerr đã thực hiện những thay đổi đáng kể đối với các kế hoạch của Golden State, bao gồm việc chơi ở một tốc độ nhanh hơn và cho phép Curry tự do hơn trong việc ném bóng, giúp đội bóng trở thành một ứng cử viên cho danh hiệu vô địch. Ngày 4 tháng 2, Curry đã ghi được 51 điểm cao nhất mùa giải trong chiến thắng trước Dallas Mavericks. Anh là người dẫn đầu về số phiếu bầu trong All-Star Game và giành chiến thắng trong Three-Point Contest vào tối All-Star Saturday. Ngày 9 tháng 4, anh đã phá kỷ lục giải đấu của chính mình về số lần ghi ba điểm trong một mùa giải ở trận đấu với Portland Trail Blazers. Warriors kết thúc năm với 67 trận thắng và Curry được bầu chọn là Cầu thủ xuất sắc nhất NBA sau khi ghi trung bình 23,8 điểm, 7,7 kiến tạo và 2 lần cướp bóng mỗi trận. Trong suốt mùa giải, anh đã ngồi ngoài 17 trận ở hiệp thứ tư do chiến thắng cách biệt quá lớn của Golden State.
Trong trận đấu thứ 5 của loạt trận Bán kết miền với Memphis Grizzlies, Curry trở thành cầu thủ đầu tiên trong lịch sử giải đấu ghi được 6 quả ba điểm và 6 lần cướp bóng trong một trận đấu. Trong trận đấu thứ 6, anh đã thực hiện được 8 quả ba điểm cao nhất trong sự nghiệp ở trận playoff mang về mang về chiến thắng chấm dứt cả series. Trong hiệp đấu thứ 3 của trận Chung kết miền với Houston Rockets, anh đã phá kỷ lục NBA về số lần ném ba điểm nhiều nhất trong một mùa giải. Warriors tiếp tục đánh bại Rockets để giành suất vào Chung kết với Cleveland Cavaliers, nơi Curry gặp khó khăn khi bắt đầu loạt trận, tỉ lệ ném rổ của anh chỉ đạt 22% trong game 2. Trong trận đấu thứ 5, anh ghi được 37 điểm, và trong trận đấu thứ 6, Golden State đã khép lại loạt trận này để giành chức vô địch đầu tiên sau 40 năm. Đối với trận Chung kết, Curry ghi trung bình 26 điểm và 6,3 đường kiến tạo mỗi trận. Trong hành trình vào playoffs của Warriors, lần đầu tiên một cầu thủ được chọn vào đội hình All-NBA đã loại bỏ tất cả các cầu thủ khác trong đội hình để tiến tới chức vô địch.

#### Unanimous MVP và mùa giải lịch sử (2015–2016)

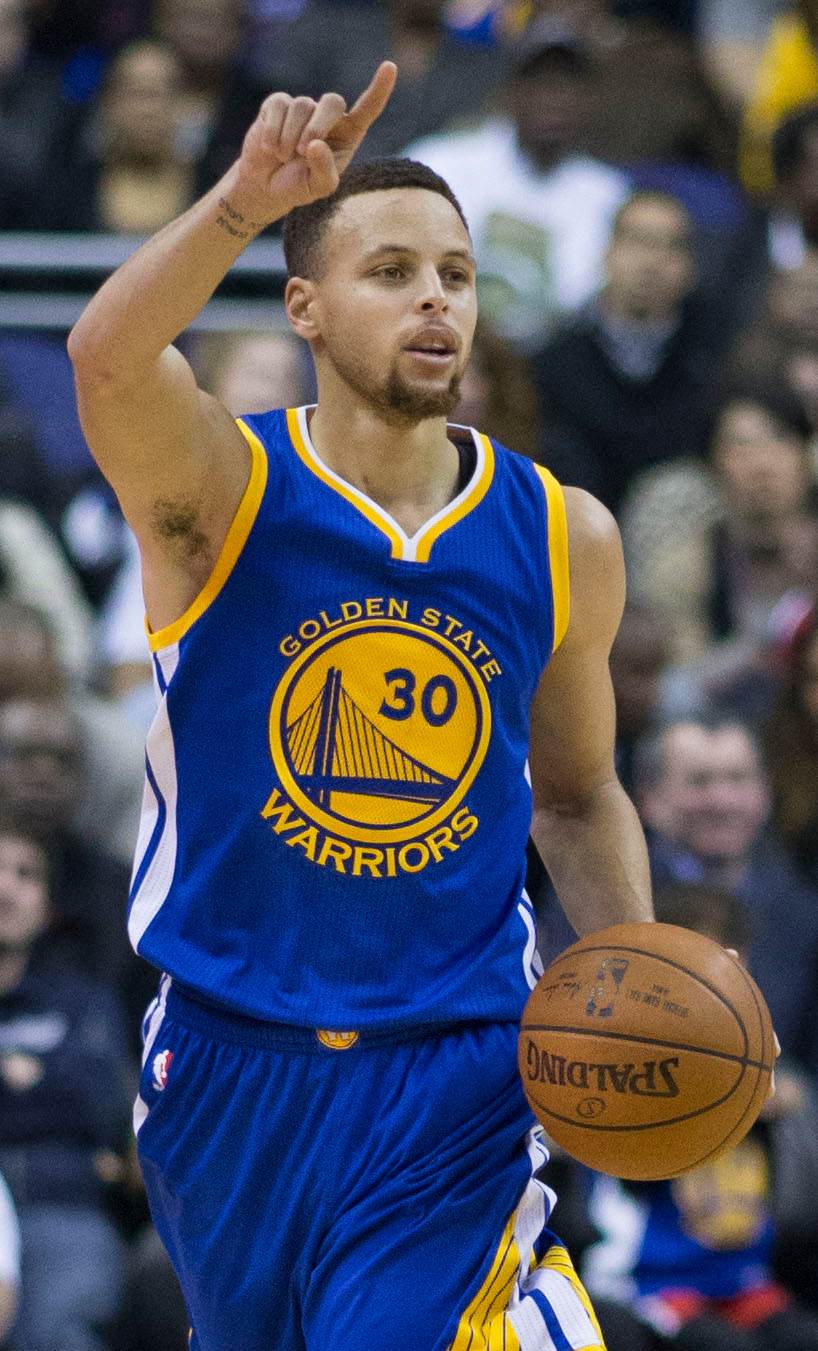
Curry tháng 2 năm 2016

Để bắt đầu mùa giải 2015–16, Curry trở thành cầu thủ đầu tiên kể từ sau Michael Jordan năm 1989–90 ghi được 118 điểm trong ba trận mở đầu của đội mình, bao gồm 53 điểm cao nhất mùa trước New Orleans Pelicans trong trận đấu thứ ba. Warriors đã làm nên lịch sử NBA vào ngày 24 tháng 11 khi họ trở thành đội đầu tiên bắt đầu với tỷ số 16–0 trong chiến thắng trước Los Angeles Lakers, trước khi nâng lên thành 24–0 vào ngày 11 tháng 12 với chiến thắng trong hai hiệp phụ trước Boston Celtics. Kỷ lục của họ đã bị phá vỡ vào ngày hôm sau trước Milwaukee Bucks. Ngày 28 tháng 12, Curry có cho mình triple-double thứ sáu trong sự nghiệp với 23 điểm, 14 rebound và 10 kiến tạo trong chiến thắng 122–103 trước Sacramento Kings. Ngày 22 tháng 1, anh có triple-double thứ hai trong mùa giải với 39 điểm, 12 kiến tạo và 10 rebound tại chiến thắng 122–110 trước Indiana Pacers. Ngày 3 tháng 2, anh ném thành công 11 quả ba điểm (bao gồm 7 quả thành công trong hiệp đầu tiên) và ghi được 51 điểm (bao gồm 36 điểm cao nhất trong sự nghiệp ở hiệp một) để dẫn dắt Warriors vượt qua Washington Wizards 134–121. 51 điểm của anh đã vượt qua Gilbert Arenas và Michael Jordan để giành kỷ lục của Verizon Center.
Trong NBA All-Star Weekend 2016, Curry đã thi đấu trận All-Star thứ ba liên tiếp cho miền Tây, và Three-Point Contest, nơi anh thua đồng đội Klay Thompson ở vòng cuối cùng. Với thành tích 48–4, Warriors bước vào kỳ nghỉ All-Star với thành tích tốt nhất cùng 52 trận trong lịch sử NBA, hơn một trận thắng so với Chicago Bulls năm 1995–96 và Philadelphia 76ers năm 1966–67.
Ngày 25 tháng 2, Curry thực hiện 10 cú ném ba điểm và ghi được 51 điểm dẫn dắt Warriors vượt qua Orlando Magic với tỷ số 130–114. Curry lần thứ ba đứng đầu với 50 điểm trong mùa giải 2015–16, là cầu thủ đầu tiên làm được điều đó nhiều lần kể từ LeBron James và Dwyane Wade trong mùa giải 2008–09. Curry cũng vượt qua kỷ lục của Kyle Korver với 127 trận đấu liên tiếp ghi được ít nhất một pha ném ba điểm. Chỉ với một quả ném phạt được thực hiện, Curry đã lập kỷ lục về số quả ném phạt ít nhất trong một trận đấu với hơn 50 điểm. Trong trận đấu tiếp theo hai ngày sau đó, Warriors đánh bại Oklahoma City Thunder trong hiệp phụ nhờ cú ném ba điểm của Curry khi thời gian còn 0,6 giây; san bằng kỷ lục ném 3 thành công trong 1 trận NBA (12) cùng với Kobe Bryant và Donyell Marshall, Curry kết thúc với 46 điểm cùng cú game-winning (cú ném ba điểm thứ 12 của anh). Anh cũng đã phá kỷ lục NBA của chính mình về số lần ghi ba điểm trong một mùa giải, để lại con số mới là 288. Ngày 7 tháng 3, trong trận thắng Magic, Curry đã ghi được 41 điểm và trở thành cầu thủ đầu tiên trong lịch sử NBA thực hiện được 300 cú ném ba điểm trong một mùa giải chính thức. Ngày 1 tháng 4, Curry bỏ lỡ một quả ba điểm để san bằng tỉ số trận đấu với Celtics khi trận đấu còn 5,3 giây, Warriors chịu thất bại đầu tiên trên sân nhà kể từ ngày 27 tháng 1 năm 2015, lập kỷ lục NBA với chuỗi 54 trận thắng trong mùa giải chính thức tại Oracle Arena. Ngày 7 tháng 4, Curry ghi 27 điểm giúp Warriors trở thành đội thứ hai trong lịch sử NBA thắng 70 trận trong một mùa giải với chiến thắng 112–101 trước San Antonio Spurs. Ba ngày sau trong trận tái đấu với Spurs, Stephen Curry ghi 37 điểm với chiến thắng 92–86, không chỉ cân bằng thành tích của Bulls năm 1996 mà còn phá vỡ chuỗi trận bất bại trên sân nhà của San Antonio và cũng chấm dứt chuỗi trận thua dài ở AT&T Center.
Trong trận đấu cuối cùng ở mùa thường niên của Warriors vào ngày 13 tháng 4 trước Memphis Grizzlies, Curry đã đạt được một cột mốc ném bóng khác, trở thành người đầu tiên ghi được 400 pha ném ba điểm trong một mùa giải bằng cách lập kỷ lục với 10 pha ném ba điểm trước khi chạm mốc đến 46 điểm trong trận và tổng cộng 402 pha ném ba điểm đã được ghi. Với chiến thắng 125–104 trước Grizzlies, Warriors trở thành đội đầu tiên trong lịch sử NBA có 73 trận thắng, vượt qua kỷ lục 72–10 của Chicago Bulls năm 1995–96 để kết thúc mùa giải 2015–16 chỉ với 9 trận thua. Khi kết thúc mùa giải chính thức, Curry trở thành cầu thủ thứ bảy trong lịch sử NBA gia nhập câu lạc bộ 50–40–90, đại diện cho tỷ lệ ném (0.504), bên ngoài vạch ba điểm (0.454) và tỷ lệ ném phạt (0.908). Cầu thủ ghi điểm hàng đầu của giải đấu với 30,1 điểm mỗi trận, anh đạt điểm trung bình cao nhất trong 29 mùa giải 50–40–90 đầu tiên. Curry được vinh danh là Unanimous MVP đầu tiên của giải đấu, trở thành cầu thủ thứ 11 trong lịch sử NBA giành được giải thưởng này trong các mùa giải liên tiếp và là hậu vệ đầu tiên làm được điều này kể từ Steve Nash những năm 2004–05 và 2005–06. Mức tăng điểm trung bình của anh là 6,3 là mức tăng lớn nhất từ trước đến nay của một đương kim MVP.
Trong vòng loại trực tiếp năm 2016, Warriors đã đánh bại Houston Rockets ở vòng đầu tiên mặc dù Curry chỉ thi đấu trong nửa đầu của hiệp 1 và 4 do chấn thương. Một chấn thương MCL bên phải khiến anh không thể thi đấu ba trận đầu tiên của vòng hai. Trong game 4 của loạt trận vòng hai với Portland Trail Blazers, Curry vào sân từ băng ghế dự bị để ghi 40 điểm cho chiến thắng trong hiệp phụ 132–125; 17 điểm trong số đó đến từ hiệp phụ, một kỷ lục NBA về số điểm do một cá nhân ghi được ở hiệp phụ. Curry đã dẫn dắt Warriors giành chiến thắng 4–1 trước Trail Blazers, khi họ đi tiếp vào Chung kết Western Conference để đối mặt với Oklahoma City Thunder. Sau khi bị dẫn trước 3–1, anh đã giúp Warriors lội ngược dòng giành chiến thắng trong loạt trận với tỷ số 4–3 và tiến tới trận Chung kết NBA lần thứ hai liên tiếp của họ.
Trong trận Chung kết, phong độ của Curry so với mùa giải chính thức vẫn không ổn định, giống như đã từng nói từ khi anh trở lại sau chấn thương trong trận đấu với Portland; tuy nhiên, anh đã phá kỷ lục 27 lần ghi ba điểm trong một trận Chung kết của Danny Green. Mặc dù dẫn trước 3–1 trong loạt trận, Warriors đã bị đánh bại bởi Cleveland Cavaliers trong bảy trận và trở thành đội đầu tiên trong lịch sử Chung kết NBA thua loạt trận sau khi dẫn trước 3–1. Trong trận thua ở game 7, Curry ghi được 17 điểm với FG 6/19.

#### Các chức vô địch liên tiếp (2016–2018)

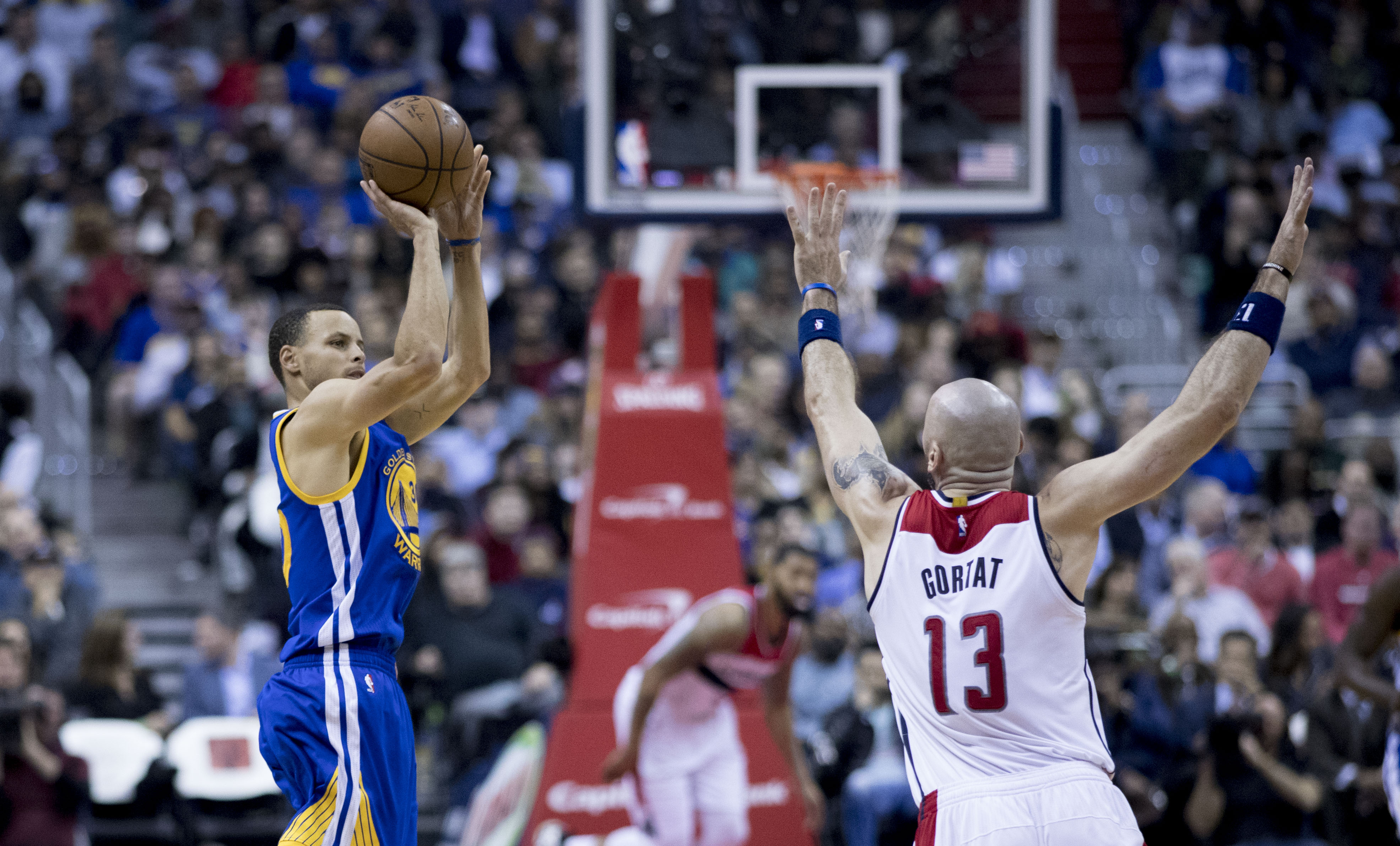
Curry ném bóng trước Marcin Gortat vào tháng 2 năm 2017

Ngày 28 tháng 10 năm 2016, Curry đã ném bốn quả ba điểm vào rổ New Orleans Pelicans và đạt cột mốc 1.600 cú ném ba điểm trong sự nghiệp của anh, trở thành cầu thủ thứ 19 làm được điều này, cũng như là người đạt được cột mốc này nhanh nhất. Ngày 4 tháng 11, kỷ lục NBA với chuỗi 157 trận liên tiếp ném thành công ít nhất một quả 3 điểm của Curry đã dừng lại trong trận thua 117–97 của Warriors trước Los Angeles Lakers sau khi anh có tỷ lệ ném 0/10 quả ở vạch ba điểm. Anh luôn có được những cú ném ba điểm trong mọi trận đấu chính thức của mùa giải kể từ ngày 11 tháng 11 năm 2014. Ba ngày sau, anh ném thành công 13 quả ba điểm vào rổ New Orleans, lập kỷ lục NBA về số lần ném ba điểm thành công nhiều nhất được thực hiện trong một trận đấu chính thức của mùa giải. Curry ném thành công  
16/26 vào rổ của Pelicans ở trận đấu 40 điểm đầu tiên của anh trong mùa giải, kết thúc với 46 điểm và chiến thắng 116–106. Ngày 11 tháng 12, Curry ném 2 quả ba điểm vào rổ Minnesota Timberwolves vượt qua Steve Nash để đứng thứ 17 trên danh sách các cầu thủ NBA có nhiều cú ném ba điểm nhất trong sự nghiệp.
Với 14 điểm trước Dallas Mavericks vào ngày 30 tháng 12, Curry (11.903) đã vượt qua Purvis Short (11.894) để vươn lên vị trí thứ bảy trong danh sách cầu thủ ghi điểm nhiều nhất mọi thời đại của Warriors. Trong trận thua Memphis Grizzlies vào ngày 6 tháng 1 năm 2017, Curry có trận đấu ghi 40 điểm thứ hai trong mùa giải và chạm ngưỡng 12.000 điểm, trở thành cầu thủ thứ bảy trong lịch sử Warriors ghi được 12.000 điểm trong sự nghiệp. Ngày 19 tháng 1, Curry được ra sân trong đội hình xuất phát của đội All-Star Miền Tây trong trận đấu NBA All-Star 2017. Ngày 2 tháng 2, anh đã thực hiện thành công cú ném ba điểm thứ 200 trong mùa giải trong chiến thắng 133–120 của Warriors trước Los Angeles Clippers, anh cũng trở thành cầu thủ đầu tiên trong lịch sử NBA có hơn 200 cú ném ba điểm thành công trong 5 mùa giải liên tiếp. Ngày 5 tháng 3, anh ghi được 31 điểm và lọt vào danh sách top 10 cầu thủ ném thành công nhiều cú 3 điểm nhất mọi thời đại ở NBA trong chiến thắng 112–105 trước New York Knicks. Curry ném thành công 5 quả ba điểm, vượt qua Chauncey Billups để giành vị trí thứ 10.
Curry đã giúp Warriors vượt qua hai vòng đầu tiên của vòng loại trực tiếp. Trong game đầu tiên của trận chung kết miền Tây với San Antonio Spurs, Curry ghi được 40 điểm và ném cú 3 điểm đưa trận đầu về vạch xuất phát khi thời gian chỉ còn 1:48 để giúp Warriors lội ngược dòng thành công dù bị dẫn với khoảng cách 25 điểm với chiến thắng sít sao 113–111; Warriors đã giành chiến thắng khi bị dẫn với khoảng cách điểm xa nhất sau nửa đầu trận đấu trong giai đoạn nửa sau mùa giải với 20 điểm. Đây là lần thứ hai trong mùa giải Warriors lội ngược dòng sau khi bị dẫn 20 điểm trước Spurs. Trong chiến thắng 120–108 ở game 3, Curry ghi được 21 điểm và trở thành người dẫn đầu về số điểm ghi được trong giai đoạn sau mùa giải, vượt qua Rick Barry. Họ đã dẫn trước 3–0 trong loạt trận này, trở thành đội thứ ba trong lịch sử NBA thắng 11 trận playoff đầu tiên. 36 điểm của anh trong game 4 đã mang đến chiến thắng 129–115 giúp Warriors tiến tới NBA Finals năm thứ ba liên tiếp đồng thời trở thành đội đầu tiên trong lịch sử giải đấu thắng 12 trận liên tiếp ở vòng playoff. Trong game 2 của Vòng chung kết NBA 2017 đấu với Cleveland Cavaliers, Curry đã ghi cú triple-double đầu tiên trong sự nghiệp ở giai đoạn postseason với 32 điểm, 11 kiến tạo và 10 rebounds giúp Warriors vượt lên dẫn trước 2–0 trong loạt trận với chiến thắng 132–113. Curry đã giúp Warriors giành chức vô địch ở game 5 với 34 điểm, 10 kiến tạo và 6 rebounds, khi Golden State giành danh hiệu thứ hai trong ba năm.

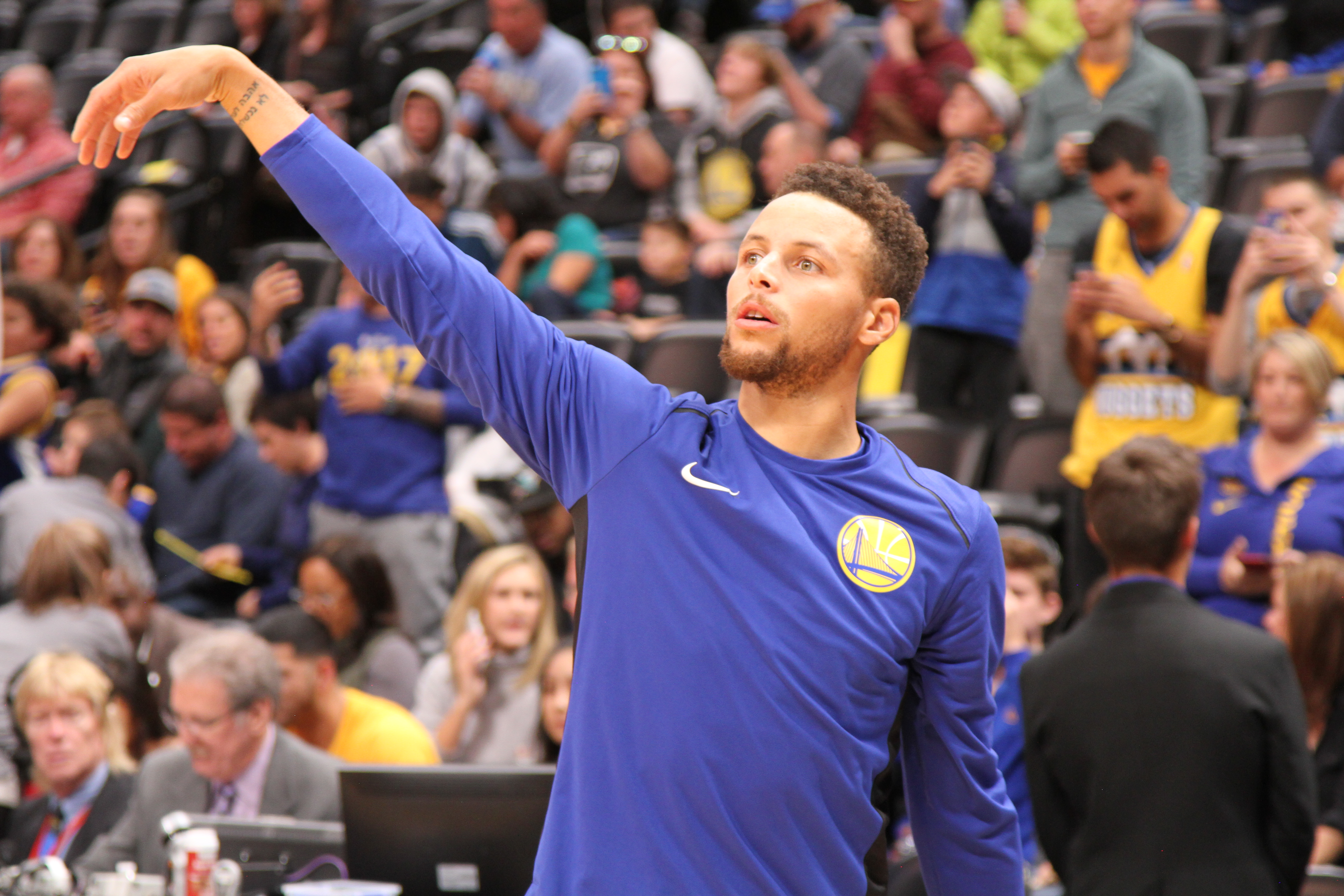
Curry khởi động trước trận đấu tháng 11 năm 2017

Ngày 1 tháng 7 năm 2017, Curry đồng ý gia hạn 5 năm trị giá 201 triệu đô la với Warriors, trở thành cầu thủ NBA đầu tiên ký hợp đồng supermax trị giá hơn 200 triệu đô la. Anh chính thức ký hợp đồng vào ngày 25 tháng 7. Ngày 1 tháng 12, anh ghi được 23 điểm và vượt qua Jason Kidd để giành lấy vị trí thứ tám trong danh sách những cầu thủ ném thành công nhiều cú 3 điểm nhất trong sự nghiệp ở chiến thắng 133–112 trước Orlando Magic. Ngày 4 tháng 12, trong chiến thắng 125–115 trước New Orleans Pelicans, Curry đã có được 5 lần ghi ba điểm để trở thành cầu thủ NBA đạt được cột mốc 2.000 lần ghi ba điểm nhanh nhất trong sự nghiệp, anh đạt được cột mốc đó chỉ sau 597 trận, ít hơn 227 lần so với cầu thủ đạt được cột mốc trước đó, Ray Allen. Cũng trong trận đấu đó, Curry bị chấn thương mắt cá chân phải và sau đó bỏ lỡ 11 trận, anh trở lại thi đấu vào ngày 30 tháng 12 và ghi được 38 điểm với 10 quả ba điểm cao nhất mùa giải trong chiến thắng 141–128 trước Memphis Grizzlies. Curry ném 13 trên 17 và 10 trên 13 từ xa trong 26 phút ở trận đấu 30 điểm thứ chín của anh trong mùa giải. Nó cũng đánh dấu trận đấu thứ chín trong sự nghiệp của Curry có 10 quả 3 giây trở lên, nhiều nhất đối với bất kỳ cầu thủ nào trong lịch sử NBA.
Ngày 6 tháng 1, trong chiến thắng 121–105 trước Los Angeles Clippers, Curry ghi được 45 điểm trong 3 hiệp đấu. Ngày 25 tháng 1, anh ghi 25 điểm trong chiến thắng 126–113 trước Minnesota Timberwolves. Curry trở thành cầu thủ thứ năm trong lịch sử Warriors ghi được 14.000 điểm, kết thúc trận đấu với 14.023 và cùng với Wilt Chamberlain (17.783), Rick Barry (16.447), Paul Arizin (16.266) và Chris Mullin (16.235) nằm trong danh sách ghi điểm mọi thời đại. Ngày 27 tháng 1, anh ghi được 49 điểm — với 13 trong số đó nằm trong khoảng thời gian 1:42 cuối cùng — và ném thành công 8 quả ba điểm, đưa Warriors vượt qua Boston Celtics với tỷ số 109–105. Ngày 22 tháng 2, anh đã ghi được 44 điểm với 8 quả ba điểm thành công trong chiến thắng 134–127 trước Los Angeles Clippers. Đó là trận đấu ghi 40 điểm thứ ba của anh trong mùa giải. Ngày 2 tháng 3, trong chiến thắng 114–109 trước Atlanta Hawks, Curry đã ném thành công ba điểm thứ 200 trong mùa giải, trở thành cầu thủ đầu tiên trong lịch sử NBA có ít nhất 200 quả ba điểm trong sáu mùa giải, đạt được cột mốc này trong mọi mùa giải kể từ 2012–13. Bốn ngày sau, trong chiến thắng 114–101 trước Nets, Curry trở thành cầu thủ thứ bảy trong lịch sử Warriors có 5000 lần ném rổ thành công trong sự nghiệp, cùng với Chamberlain, Barry, Mullin, Arizin, Jeff Mullins và Nate Thurmond.
Ngày 23 tháng 3, trong trận đấu với Hawks, Curry bị bong gân dây chằng chéo giữa (MCL) cấp độ 2 ở đầu gối trái. Anh đã nghỉ gần sáu tuần trong mùa giải, và trở lại thi đấu trong game 2 ở loạt trận playoff vòng hai của Warriors với Pelicans. Anh vào sân từ băng ghế dự bị để ghi 28 điểm trong chiến thắng 121–116. Trong ván thứ 3 của trận chung kết Western Conference, Curry ghi được 35 điểm với 5 quả ba điểm trong chiến thắng 126–85 trước Houston Rockets. Chiến thắng 41 điểm là chiến thắng lớn nhất trong lịch sử nhượng quyền thương mại trong giai đoạn hậu mùa giải. Trong game 6, Curry ghi được 29 điểm với 5 quả ba điểm, khi Warriors ngược dòng từ thua 17 để tránh bị loại với chiến thắng 115–86 trước Rockets. Trong game 7, Curry ghi được 27 điểm, 10 kiến tạo và 9 rebounds, giúp Warriors giành được suất tham dự NBA Finals thứ tư liên tiếp bằng việc đánh bại Rockets với tỷ số 101–92.
Trong game 2 của NBA Finals, Curry đã đạt kỷ lục 9 lần ghi ba điểm trong trận Chung kết và ghi được 33 điểm trong chiến thắng 122–103 trước Cavaliers. Trong game 4, Curry dẫn đầu tất cả các cầu thủ ghi điểm với 37 điểm trong chiến thắng 108–85 giúp Warriors giành chức vô địch thứ hai liên tiếp sau một loạt trận quét sạch Cavaliers. Nhiều người cảm thấy rằng lẽ ra anh phải giành được MVP Chung kết. Đáp lại, Curry tuyên bố: "Vào cuối ngày, tôi sẽ không để chiếc cúp MVP [Chung kết] quyết định sự nghiệp của mình. Ba danh hiệu... Bất lúc nào điều đó đưa chúng ta vào cuộc trò chuyện trong lịch sử NBA... Tôi là nhà vô địch ba lần." Rohan Nadkarni của Sports Illustrated lập luận rằng "triều đại Golden State bắt đầu với Stephen Curry. Anh ấy, vì nhiều lý do trải dài từ tài năng đáng kinh ngạc cho đến chấn thương mắt cá trước đó, đã đưa Warriors giành chức vô địch thứ ba trong bốn mùa giải."

#### Chung kết NBA lần thứ năm liên tiếp (2018–2019)
Ngày 21 tháng 10 năm 2018, Curry có 30 điểm và 6 cú ném ba điểm trong trận thua 100–98 trước Denver Nuggets, qua đó vượt qua Paul Pierce để giành vị trí thứ sáu trong danh sách ghi nhiều ba điểm nhất NBA. Ba ngày sau, anh ghi được 51 điểm với 11 quả ba điểm chỉ trong 3 hiệp đấu với chiến thắng 144–122 trước Washington Wizards. Anh ghi 31 điểm trong nửa đầu trận và kết thúc trận đấu thứ sáu trong sự nghiệp ghi được 50 điểm và lần thứ 10 ném thành công 10 quả 3 điểm trở lên. Cú ném ba điểm thứ ba trong đêm của Curry đã đưa anh vượt qua Jamal Crawford (2.153) để giành vị trí thứ năm trong danh sách những cầu thủ ném 3 thành công nhiều nhất trong sự nghiệp của NBA. Ngày 28 tháng 10, anh ném bảy quả ba điểm và kết thúc với 35 điểm trong chiến thắng 120–114 trước Brooklyn Nets. Trong bảy trận đầu tiên của mùa giải, anh đã ghi được ít nhất 5 quả ba điểm trong cả bảy trận, phá kỷ lục sáu trận liên tiếp của George McCloud trong mùa giải 1995–96. Warriors bắt đầu mùa giải với thành tích 10–1. Ngày 8 tháng 11 trong trận đấu với Milwaukee Bucks, Curry rời trận đấu trong hiệp ba vì chấn thương háng và Warriors không thể lấy lại thế trận trong trận thua 134–111. Không có Curry, Warriors tụt xuống 12–7 vào ngày 21 tháng 11 sau khi trải qua chuỗi bốn trận thua đầu tiên kể từ tháng 3 năm 2013. Warriors kết thúc tháng 11 với thành tích 15–8, cùng chấn thương háng bên trái của Curry khiến anh phải ngồi ngoài 11 trận liên tiếp.
Bất chấp 27 điểm của Curry trong lần trở lại đội hình vào ngày 1 tháng 12, Warriors vẫn bị Detroit Pistons đánh bại 111–102. Ngày 17 tháng 12, anh ghi được 20 điểm trong chiến thắng 110–93 trước Memphis Grizzlies, trở thành cầu thủ thứ năm trong lịch sử nhượng quyền thương mại Warriors ghi được 15.000 điểm trong mùa giải thường, cùng với Wilt Chamberlain (17.783), Rick Barry (16.447), Paul Arizin (16.266) và Chris Mullin (16.235). Ngày 23 tháng 12, anh ghi được 42 điểm và thực hiện một cú layup khi chỉ còn 0,5 giây để giúp Warriors giành chiến thắng 129–127 trước Los Angeles Clippers. Ngày 5 tháng 1, anh có 10 quả ba điểm và ghi được 20 trong số 42 điểm ở hiệp 4 trong chiến thắng 127–123 của Warriors trước Sacramento Kings. Ngày 11 tháng 1, tại chiến thắng 146–109 trước Chicago Bulls, Curry đã thực hiện 5 cú ném ba điểm để vượt qua Jason Terry (2.282) và tiến lên vị trí thứ ba mọi thời đại trong lịch sử NBA sau Ray Allen (2.973) và Reggie Miller (2.560). Hai ngày sau, anh ghi được 48 điểm và đạt thành tích cao nhất trong mùa giải là 11 quả ba điểm tại chiến thắng 119–114 trước Dallas Mavericks. Ngày 16 tháng 1, anh ghi 41 điểm với 9 quả ba điểm và trở thành cầu thủ đầu tiên trong lịch sử NBA thực hiện được hơn 8 cú ném 3 điểm trong ba trận liên tiếp, khi Warriors đánh bại New Orleans Pelicans 147–140. Ngày 31 tháng 1, anh ghi được 41 điểm với 10 quả ba điểm trong trận thua 113–104 trước Philadelphia 76ers. Ngày 21 tháng 2, anh ghi được 36 điểm với 10 quả ba điểm trong chiến thắng 125–123 trước Kings. Ngày 16 tháng 3 trong trận đấu với Oklahoma City Thunder, Curry đạt 16.000 điểm trong sự nghiệp. Ngày 29 tháng 3, anh thực hiện 11 cú ném ba điểm và ghi được 37 điểm trong trận thua 131–130 ở hiệp phụ trước Minnesota Timberwolves. Ngày 2 tháng 4, trong trận thắng 116–102 trước đội Denver Nuggets, Curry đã ghi được hơn 5 cú ném ba điểm trong 9 trận liên tiếp, là kỷ lục trong sự nghiệp của anh và vượt qua Mullin để xếp thứ tư trong danh sách điểm số lịch sử của Warriors. Ngày 5 tháng 4, anh ghi được 40 điểm trong chiến thắng 120–114 trước Cleveland Cavaliers, nhờ đó vượt qua Arizin để giành vị trí thứ ba trong danh sách điểm số lịch sử của Warriors.
Warriors bước vào vòng loại trực tiếp với tư cách là hạt giống số một miền Tây với thành tích 57–25. Trong trận đầu tiên của loạt trận playoff vòng đầu tiên của Warriors với Clippers, Curry ghi được 38 điểm và thực hiện 8 quả ba điểm để mang lại cho anh nhiều điểm nhất trong lịch sử sau mùa giải, vượt qua Ray Allen (385). Anh cũng có 15 rebound cao nhất trong sự nghiệp sau mùa giải và 7 pha kiến tạo trong chiến thắng 121–104. Trong trận đấu thứ 6 của vòng 2, Curry đã trở lại sau hiệp một không ghi được điểm nào lần đầu tiên trong sự nghiệp play-off của mình và đã ghi được 33 điểm trong hai hiệp cuối cùng, giúp Warriors loại bỏ đội Houston Rockets với chiến thắng 118–113 và tiến vào loạt trận chung kết miền Tây. Trong trận đấu thứ nhất của loạt trận chung kết miền, Curry đã phá kỷ lục cao nhất trong sự nghiệp play-off của mình với 9 pha ghi ba điểm để kết thúc với tổng cộng 36 điểm trong trận thắng 116–94 trước đội Portland Trail Blazers. Trong loạt trận chung kết đó, Curry đã đối đầu với em trai Seth, khiến họ trở thành cặp anh em đầu tiên trong lịch sử NBA đối đầu ở loạt trận play-off. Anh đã ghi trung bình 36.5 điểm mỗi trận trong loạt trận đó, cao nhất trong sự nghiệp của anh, giúp Warriors "quét sạch" đội Portland Trail Blazers. Đây là trung bình cao nhất của một cầu thủ tại một loạt bốn trận bất bại trong lịch sử NBA. Curry trở thành cầu thủ thứ sáu trong lịch sử NBA ghi được hơn 35 điểm trong bốn trận đầu tiên của một loạt trận đấu. Trong trận đấu thứ 4, anh ghi được 37 điểm, 12 rebound và 11 pha kiến tạo trong chiến thắng 119–117 trong hiệp phụ, khi anh và Draymond Green trở thành đồng đội đầu tiên trong lịch sử giải đấu có triple-double trong cùng một trận play-off. Trong game 3 của loạt trận chung kết năm 2019, Curry đã ghi được 47 điểm cao nhất trong sự nghiệp ở trận play-off với 8 rebound và 7 kiến tạo trong trận thua 123–109 trước Toronto Raptors. Trong game 5, anh đã giúp Warriors ngăn chặn việc bị loại với 31 điểm tại chiến thắng 106–105, cắt tỷ số dẫn trước loạt trận của Raptors xuống 3–2. Trong game 6, Curry ghi được 21 điểm, nhưng chỉ có tỷ lệ ném thành công 6/17 và chỉ có tỷ lệ 3/11 trong những cú ném ba điểm, bao gồm việc bỏ lỡ một quả ba điểm quan trọng trong những thời điểm quyết định, khiến Warriors thua trận và cả loạt trận với tỷ số 114–110, bỏ lỡ cơ hội có được cú three-peat.

#### Chấn thương và trở lại (2019–2021)
Curry dự kiến sẽ đảm nhận một vai trò tấn công lớn hơn trong mùa giải 2019–20 do Thompson gặp chấn thương và Kevin Durant đã rời Warriors với tư cách là cầu thủ tự do. Ngày 30 tháng 10 năm 2019, trong trận đấu với đội Phoenix Suns là trận thứ tư của mùa giải, Curry đột vào rổ và va chạm với Aron Baynes của Suns, người đang cố gắng giữ vị trí để câu lỗi. Baynes té vào tay trái của Curry, khiến cho Curry bị gãy xương thứ hai của ngón tay trỏ. Để chữa trị vết thương, anh phải phẫu thuật. Dự kiến anh sẽ phải nghỉ ít nhất ba tháng. Ngày 5 tháng 3 năm 2020, Curry trở lại thi đấu trong trận đấu với đội Toronto Raptors và ghi được 23 điểm, 6 rebound và 7 pha kiến tạo trong trận thua 121–113 của đội Golden State Warriors.
Ngày 27 tháng 12 năm 2020, Curry đã ghi được 36 điểm trong trận thắng 129–128 trước Chicago Bulls. Với trận đấu này, anh đã gia nhập Ray Allen và Reggie Miller để trở thành những cầu thủ duy nhất trong lịch sử NBA ghi được hơn 2.500 pha ném ba điểm trong sự nghiệp của mình. Ngày 3 tháng 1 năm 2021, Curry đã ghi được 62 điểm, một kỷ lục cá nhân trong sự nghiệp, tại trận thắng 137–122 trước đội Portland Trail Blazers. Ngày 4 tháng 1, anh đã được công nhận là Cầu thủ xuất sắc nhất tuần cho phía Tây. Ngày 23 tháng 1, trong trận đấu với Utah Jazz, Curry đã ghi được 5 cú ba điểm, nâng tổng số pha ghi ba điểm trong sự nghiệp của mình lên 2.562, vượt qua Miller để lên vị trí thứ hai trong danh sách những cú ném ba điểm lịch sử NBA, chỉ xếp sau Allen. Tại trận All-Star 2021, anh đã giành chiến thắng trong cuộc thi Ghi ba điểm lần thứ hai của mình sau khi ghi được cú ném cuối cùng trong vòng chung kết để vượt qua Mike Conley Jr. với tỷ số 28–27. Ngày 15 tháng 3, trong trận đấu với Los Angeles Lakers, Curry đã vượt qua Guy Rodgers (4.855) để trở thành cầu thủ có số lần kiến tạo lớn nhất trong lịch sử đội bóng.
Ngày 12 tháng 4, Curry ghi được 53 điểm trong chiến thắng 116–107 trước Denver Nuggets, và anh đã vượt qua Chamberlain (17.783) trở thành người dẫn đầu với thành tích ghi nhiều điểm nhất mọi thời đại của đội bóng. Đó là một phần trong chuỗi 11 trận đấu vào tháng 4, trong đó Curry ghi ít nhất 30 điểm mỗi trận, vượt qua kỷ lục trước đó của Kobe Bryant đối với một cầu thủ hơn 33 tuổi. Curry cũng đã ghi được 78 quả ba điểm trong khoảng thời gian đó, nhiều nhất trong lịch sử NBA qua 11 trận đấu thường của mùa giải. Màn trình diễn của anh đã làm dấy lên cuộc thảo luận về việc anh có thể trở thành ứng cử viên cho giải MVP lần thứ ba của mình. Anh được vinh danh là Cầu thủ xuất sắc nhất tháng của Western Conference sau khi ghi trung bình 37,3 điểm (cầu thủ lớn tuổi nhất trong lịch sử NBA đạt trung bình hơn 35 điểm mỗi trận trong một tháng) với tỷ lệ ghi điểm là 51,8% và ghi được hơn 30 điểm trong 13 trên 15 trận đấu của anh. Anh trở thành cầu thủ NBA đầu tiên đạt trung bình 35 điểm và ghi bàn 50–40–90 trong một tháng dương lịch. 96 cú ném ba điểm của anh là kỷ lục NBA trong một tháng, phá vỡ mốc kỷ lục 82 của James Harden được thiết lập vào tháng 11 năm 2019. Trong khoảng thời gian đó, Curry đã ghi được 46,6% các pha ghi ba điểm, bao gồm bốn trận đấu mà anh ghi được hơn 10 quả ba điểm. Anh đã ghi 46 điểm trong trận đấu cuối mùa giải trước đội Memphis để vượt qua Bradley Beal và giành được danh hiệu vua ghi bàn lần thứ hai, trở thành cầu thủ lớn tuổi nhất trong lịch sử NBA đạt trung bình hơn 30 điểm mỗi trận trong một mùa giải duy nhất, với trung bình 32.0 điểm.

#### Người dẫn đầu những pha ghi ba điểm mọi thời đại, vô địch lần thứ tư, MVP chung kết (2021–2022)

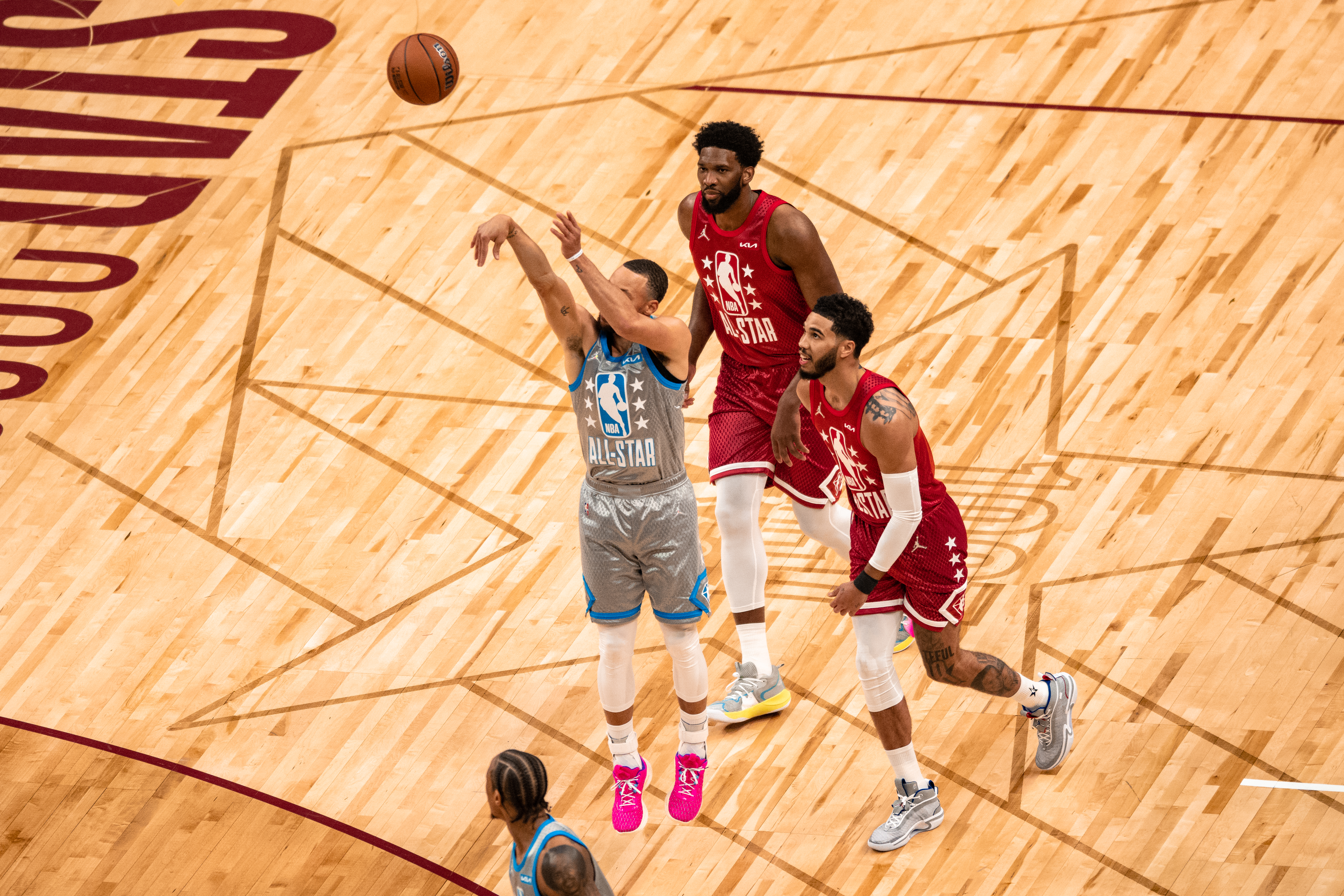
Curry cố gắng ném bóng ở vạch 3 điểm trong Trận đấu NBA All-Star 2022.

Ngày 19 tháng 10 năm 2021, trong trận mở màn mùa giải của Warriors, Curry ghi cú triple-double thứ tám trong sự nghiệp với 21 điểm, 10 rebound và 10 kiến tạo trong chiến thắng 121–114 trước Los Angeles Lakers. Ngày 8 tháng 11, Curry ghi được 50 điểm, với 10 pha kiến tạo cùng 9 quả ba điểm, trong chiến thắng 127–113 trước Atlanta Hawks. Đây là lần đầu tiên trong sự nghiệp của Curry, anh ghi được 50 điểm và 10 pha kiến tạo trong cùng một trận đấu, khi anh vượt qua Chamberlain để trở thành cầu thủ lớn tuổi nhất trong lịch sử NBA ghi được dòng số như vậy trong một trận đấu. Ngày 12 tháng 11 trong trận đấu với Chicago Bulls, Curry đã trở thành cầu thủ dẫn đầu về số lần ném ba điểm thành công trong cả thời gian đấu mùa giải thường và play-off ở NBA với 3,366 pha, vượt qua Ray Allen (3,358). Ngày 14 tháng 12 tại Madison Square Garden trong trận đấu với New York Knicks, Curry đã ghi được pha ném ba điểm thứ 2,974 trong sự nghiệp của mình để vượt qua Ray Allen và trở thành người dẫn đầu về số lần ném ba điểm trong lịch sử NBA. Ngày 21 tháng 1 năm 2022, Curry ghi được cú game-winning bằng pha buzzer-beater đầu tiên trong sự nghiệp với chiến thắng 105–103 trước Houston Rockets, trong một đêm anh ghi được 22 điểm và 12 pha kiến tạo. Ngày 31 tháng 1, Curry ghi được 40 điểm, trong đó có 21 điểm trong hiệp đấu thứ tư, với 7 cú ném ba điểm và 9 pha kiến tạo để dẫn dắt đội Golden State giành chiến thắng 122–108 trước Houston Rockets. 21 điểm ghi được ở hiệp đấu thứ tư của trận đấu là con số cao nhất trong sự nghiệp của anh.
Trong NBA All-Star Game 2022 được tổ chức ngày 20 tháng 2, Đội LeBron của Curry đã đánh bại Đội Durant với tỷ số 163–160. Curry ghi được 50 điểm (chỉ kém 2 điểm so với kỷ lục All-Star Game do Anthony Davis lập năm 2017); anh cũng lập kỷ lục số cú ném 3 điểm nhiều nhất trong một hiệp All-Star (6), hai hiệp đầu tiên (8) và cả trận (16), và được vinh danh là MVP của All-Star Game. Ngày 24 tháng 2, Curry thiết lập season-high về kiến tạo với 14 kiến tạo và 18 điểm trong chiến thắng cách biệt 132–95 trước Portland Trail Blazers. Ngày 10 tháng 3, Curry ghi được 34 điểm trong chiến thắng 113–102 trước Denver Nuggets. Anh trở thành cầu thủ thứ 49 trong lịch sử NBA đạt được 20.000 điểm. Ngày 14 tháng 3, trong sinh nhật lần thứ 34 của mình, Curry ghi được 47 điểm trong chiến thắng 126–112 trước Washington Wizards. Ngày 16 tháng 3, trong trận thua 110–88 trước Boston Celtics, Curry bị bong gân dây chằng ở bàn chân trái sau khi bị Marcus Smart lăn qua và phải nghỉ vô thời hạn. Ngày 1 tháng 4, anh phải nghỉ thi đấu các trận còn lại của mùa giải.
Ngày 9 tháng 5, trong game 4 của loạt trận bán kết miền Tây với Memphis Grizzlies, Curry đã trở thành cầu thủ đầu tiên trong lịch sử NBA có được 500 pha ghi ba điểm trong sự nghiệp ở play-off. Trong trận Chung kết miền Tây với Dallas Mavericks, anh ghi trung bình 23,8 điểm, 6,6 rebounds và 7,4 kiến tạo mỗi trận. Sau khi Warriors giành chiến thắng trong năm trận đấu, Curry là người đầu tiên đạt được danh hiệu MVP chung kết miền Tây với số phiếu bầu tuyệt đối. Ngày 10 tháng 6, trong game 4 của NBA Finals, Curry ghi 43 điểm, 10 rebound và 4 kiến tạo trong chiến thắng 107–97 trước Boston Celtics để đưa loạt trận về thế cân bằng với tỷ số 2–2. Anh trở thành cầu thủ đầu tiên trong lịch sử NBA thực hiện được 5+ cú ném ba điểm trong bốn trận Chung kết liên tiếp. Curry (34 tuổi, 88 ngày) cũng đã trở thành cầu thủ lớn tuổi thứ hai trong lịch sử NBA Finals ghi 40 điểm, 10 rebound chỉ sau LeBron James vào năm 2020 (35 tuổi, 284 ngày). Trong game 5 của trận Chung kết, Curry đã vượt qua huyền thoại John Havlicek của Boston Celtics để đứng thứ 10 trong danh sách kiến tạo mọi thời đại ở Chung kết. Trong game 6 của trận Chung kết, Curry ghi được 34 điểm cùng với 7 rebound, 7 kiến tạo và dẫn dắt Warriors giành chiến thắng 103–90 trước Celtics. Anh được vinh danh là MVP của Chung kết NBA sau khi ghi trung bình 31,2 điểm, 6,0 rebound, 5,0 kiến tạo và 2,0 lần cướp bóng mỗi trận. Curry cũng là người cuối cùng nhận được giải thưởng mang tên Bill Russell trước khi huyền thoại bóng rổ qua đời vào tháng 7 năm 2022.

#### Bảo vệ danh hiệu (2022–2023)
Ngày 2 tháng 11 năm 2022, Curry ghi cú triple-double thứ 10 trong sự nghiệp với 23 điểm, 13 rebound và 13 kiến tạo trong trận thua 116–109 trước Miami Heat. Ngày 7 tháng 11, Curry ghi 47 điểm, 8 rebound, 8 kiến tạo và không có turnover nào khi Golden State Warriors đánh bại Sacramento Kings 116–113 để chấm dứt chuỗi 5 trận thua. Ngày 16 tháng 11, Curry ghi được 50 điểm cùng với 9 rebound và 6 kiến tạo trong trận thua 130–119 trước Phoenix Suns. Curry cũng đã san bằng kỷ lục của Michael Jordan về số lần ghi hơn 50 điểm sau khi chạm tuổi 30, với sáu trận. Ngày 20 tháng 11, Curry đã có season-high 15 pha kiến tạo cùng với 33 điểm và 7/14 cú ném từ cự ly vạch 3 điểm trong chiến thắng 127–120 trước Houston Rockets. Curry, Klay Thompson và Andrew Wiggins đã ném được 23 quả ba điểm, số cú ném ba điểm nhiều nhất được thực hiện trong một trận đấu của bộ ba trong lịch sử NBA.  Curry (34 tuổi, 251 ngày) cũng đã trở thành cầu thủ lớn tuổi thứ hai trong lịch sử NBA ghi ít nhất 30 điểm và 15 kiến tạo trong một trận đấu. Ngày 10 tháng 12, trong trận tái đấu NBA Finals 2022, Curry ghi 32 điểm, 6 rebound và 7 kiến tạo trong chiến thắng 123–107 trước Boston Celtics.
Ngày 25 tháng 1 năm 2023, trong chiến thắng 122–120 trước Memphis Grizzlies, Curry bị đuổi khỏi sân với 1 phút 14 còn lại trong hiệp 4 vì ném miếng bảo vệ răng xuống đất, đánh dấu lần thứ ba Curry bị đuổi khỏi sân trong sự nghiệp của mình. Curry rời trận đấu với 34 điểm cao nhất trận đấu. Ngày hôm sau, Curry đã được chọn vào đội hình xuất phát cho đội Western Conference trong trận All-Star NBA 2023, đánh dấu lần thứ chín anh được chọn tham dự trận đấu này. Ngày 30 tháng 1, Curry ghi 38 điểm với FG 12/20, cùng với 8 rebound và 12 kiến tạo trong chiến thắng 128–120 trước Oklahoma City Thunder. Anh cũng vượt qua Wilt Chamberlain (7.216) về số lần ném rổ thành công nhiều nhất trong lịch sử Warriors với 7.222. Ngày 15 tháng 3, Curry ghi được 50 điểm với 8/14 cú ném từ cự ly 3 điểm trong trận thua 134–126 trước Los Angeles Clippers. Anh trở thành cầu thủ đầu tiên trong lịch sử NBA ghi được ít nhất 10.000 điểm trong sự nghiệp từ vạch ba điểm. Curry cũng đã vượt qua Michael Jordan để trở thành cầu thủ có nhiều trận ghi hơn 50 điểm nhất sau khi đạt tuổi 30 và san bằng kỷ lục lúc đó của Wilt Chamberlain với 7 trận.
Trong game 7 loạt trận playoff vòng đầu tiên của Warriors trước Sacramento Kings, Curry đã ghi được 50 điểm cao nhất trận trong chiến thắng 120–100. Anh trở thành cầu thủ đầu tiên ghi được 50 điểm trong game 7, và vượt qua kỷ lục 48 điểm trước đó của Kevin Durant. Anh cũng ngang bằng kỷ lục của Karl Malone về số điểm ghi được nhiều nhất trong một trận playoff ở tuổi 35 trở lên. Hai tuần sau, Jayson Tatum ghi được 51 điểm trong game 7 của trận Bán kết miền Đông với Philadelphia 76ers, lập kỷ lục ghi điểm mới. Trong game 4 của trận Bán kết miền với Lakers, Curry đã ghi cú triple-double thứ ba trong sự nghiệp sau mùa giải với 31 điểm, 10 rebound, 14 kiến tạo và 3 lần cướp bóng trong trận thua 104–101. Trong cùng trận đấu đó, anh cũng trở thành cầu thủ NBA đầu tiên ghi được 4.000 cú ba điểm trong sự nghiệp. Warriors đã bị loại sau sáu trận, mặc dù Curry đã ghi được 32 điểm trong trận thua chung cuộc 122–101 ở game 6.

#### 2023–nay
Ngày 1 tháng 11 năm 2023, Curry trở thành cầu thủ đầu tiên trong lịch sử NBA trong 250 trận liên tiếp của mùa giải đều thực hiện cú ném 3 điểm. Ngày 3 tháng 11, anh ghi bàn ấn định chiến thắng trong trận thắng 141–139 trước Oklahoma City Thunder. Ngày 16 tháng 12, Curry ghi được 37 điểm với FG 14/22, trong đó có 6/8 cú ném từ bên ngoài vạch 3 điểm trong chiến thắng 124–120 trước Brooklyn Nets. Anh trở thành cầu thủ đầu tiên trong lịch sử NBA ném thành công ít nhất 3.500 cú ném 3 điểm trong sự nghiệp.. Ngày 27 tháng 1 năm 2024, Curry đã ghi được 46 điểm, trong đó có 9 pha ghi 3 điểm, cao nhất trong mùa đó, trong trận thua 145–144 sau hai hiệp phụ trước Los Angeles Lakers.
Ngày 1 tháng 2, Curry được ghi tên tham dự All-Star Game lần thứ mười và là trận đầu tiên anh dự bị. Ngày 3 tháng 2, Curry ghi được 60 điểm cao nhất mùa giải với Fg 22/38 cùng 10 quả 3 điểm trong trận thua 141–134 ở hiệp phụ trước Atlanta Hawks. Anh cùng với Kobe Bryant trở thành cầu thủ duy nhất trong lịch sử NBA ghi ít nhất 60 điểm sau 35 tuổi. Ngày 8 tháng 2, Curry ghi được 42 điểm với FG 15/22, bao gồm cả season-high 11/16 quả 3 điểm , trong chiến thắng 131–109 trước Indiana Pacers. Ngày 10 tháng 2, Curry ghi được 30 điểm và 9 rebound, cùng với một cú ném ba điểm game-winner, trong trận thắng 113–112 trước Phoenix Suns.
Vào ngày 25 tháng 4 năm 2024, Curry nhận giải thưởng 2023–24 NBA Clutch Player of the Year trước DeMar DeRozan và Shai Gilgeous-Alexander sau khi dẫn đầu cả giải về số điểm clutch ghi được.

## Sự nghiệp đội tuyển quốc gia

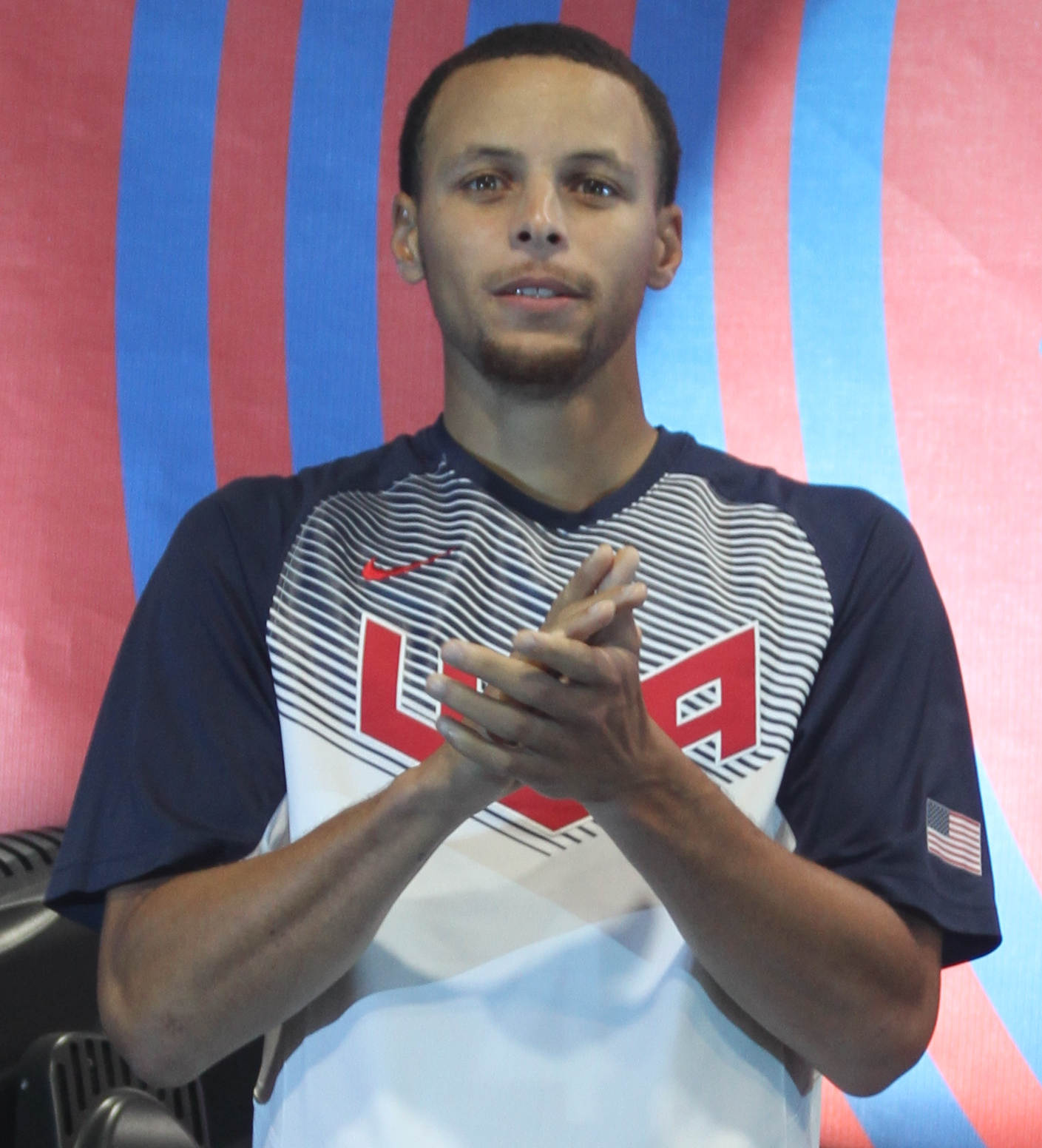
Curry tại Lễ hội bóng rổ thế giới Hoa Kỳ 2014

Trải nghiệm đầu tiên của Curry với đội tuyển quốc gia Hoa Kỳ là tại Giải vô địch thế giới FIBA dưới 19 tuổi năm 2007, nơi anh đã giúp Đội tuyển Hoa Kỳ giành huy chương bạc. Năm 2010, anh được chọn vào đội hình chính thức, thi đấu với thời gian hạn chế tại Giải vô địch thế giới FIBA 2010 (sau này được gọi là FIBA Basketball World Cup) khi Mỹ giành huy chương vàng trong một giải đấu không có một trận thua nào. Năm 2014, anh đảm nhận vai trò quan trọng hơn trong đội, giúp họ lần nữa vượt qua giải đấu không một trận thua khác tại World Cup 2014 và ghi được 10 điểm trong trận chung kết. Ngày 6 tháng 6 năm 2016, Curry rút lui khỏi việc xem xét tham dự Thế vận hội 2016 ở Brazil, với lý do chính là các vấn đề về chân và đầu gối.

## Hồ sơ cầu thủ
Với chiều cao 188 cm và nặng 86 kg, Curry hầu như chỉ chơi ở vị trí hậu vệ dẫn bóng kết hợp với phong cách chơi đặc trưng của một hậu vệ ghi điểm. Anh có số điểm ghi được trung bình trong sự nghiệp là 24,6 điểm, 6,5 kiến tạo, 4,7 rebound và 1,6 lần cướp bóng mỗi trận (cho đến cuối mùa giải 2022–23), và là người dẫn đầu về số điểm, kiến tạo, cướp bóng, ghi bàn, ghi ba điểm và tỷ lệ ném phạt nhiều nhất mọi thời đại của Warriors trong cả mùa giải thường và vòng loại trực tiếp. Tỷ lệ ném phạt trong sự nghiệp của anh là 91,0%, cao nhất trong lịch sử NBA và anh đã dẫn đầu giải đấu về tỷ lệ ném phạt hàng năm bốn lần. Anh được tham dự NBA All-Star chín lần và được bầu làm MVP NBA hai lần, bao gồm lần đầu tiên trong lịch sử NBA vào năm 2016 mà không có phiếu chia nào. Được coi là một đội trưởng luôn hướng đến lợi ích chung và biểu tượng triều đại của đội Warriors, ban quản lý đã xây dựng một đội bóng vây quanh Curry và chọn lựa các cầu thủ, bao gồm cựu MVP Kevin Durant vào năm 2017, để tối đa hóa khả năng của đội hình.
Được ca ngợi vì khả năng ghi những cú ba điểm xuất sắc, sự dẻo dai và khả năng tạo ra cơ lối chơi linh hoạt, Curry là một mối đe dọa tấn công mạnh mẽ từ phần dưới bảng rổ cho đến gần giữa sân. Sử dụng cú ném rổ không theo quy tắc, anh có khả năng nhả bóng trong vòng chưa đầy nửa giây sau khi nhảy, tạo thêm cung đường cong cho các cú ném của mình khiến chúng rất khó để bị chặn. Do đó, Curry có thể điều chỉnh khả năng nhả và giữ thăng bằng của mình để thực hiện các cú ném từ hầu hết mọi vị trí trên sân. Với khả năng ném và xử lý bóng xuất sắc, anh thường được gọi là "Baby-Faced Assassin" từ những năm chơi bóng rổ ở trường đại học và "Chef Curry" khi thi đấu ở NBA. Với khả năng ném bóng của mình, Curry và đồng đội Klay Thompson thường được gọi là Anh em nhà Splash (Splash Brothers). Trong mùa giải 2013–14, họ đã lập kỷ lục về tổng số lần ném ba điểm trong một mùa giải với 484 quả, kỷ lục họ đã phá vào mùa giải tiếp theo (525), và một lần nữa vào mùa giải 2015–16 (678). Curry còn nổi tiếng với việc gây áp lực lên hàng phòng thủ bằng cú ném xa của mình và dẫn đầu giải đấu về số bàn thắng được thực hiện từ cự ly hơn 8.53m trong mùa giải 2015–16. Một cầu thủ ghi điểm quyết định, anh thường ném với hết khả năng của mình trong những thời điểm áp lực cao và có những cú ném mang tính quyết định trong trận đấu.
Curry cũng nổi bật với khả năng ghi bàn đầy hiệu suất, với tỷ lệ ném bóng hiệu quả trong sự nghiệp là 62,6%, xếp thứ 5 mọi thời đại. Tỷ lệ ghi ba điểm trong sự nghiệp của anh là 42,5%, đứng thứ 12 so với tất cả các cầu thủ từ trước đến nay, đồng thời đã thực hiện hơn 9 quả ba điểm mỗi trận (nhiều nhất trong lịch sử NBA). Anh có tỷ lệ ghi bàn hiệu quả trong sự nghiệp là 58,2% và là cầu thủ duy nhất trong lịch sử giải đấu gia nhập câu lạc bộ 50–40–90 với trung bình hơn 30 điểm mỗi trận. Anh  cũng có tỷ lệ ném bóng hiệu quả cao nhất (66,9%) và tỷ lệ ghi điểm hiệu suất trên trường đấu (63%) ở một mùa giải (2015–16) trong lịch sử giải đấu, đồng thời đã ghi hơn 20 bàn thắng mỗi trận. Anh cũng nắm giữ số lần ghi ba điểm nhiều nhất trong bốn trên năm mùa giải, dẫn đầu là kỷ lục ghi được 402 quả ba điểm ở mùa giải NBA 2015–16, và đã từng là người bảy lần dẫn đầu kỷ lục hàng năm. Anh cũng là cầu thủ thực hiện được 2.000 cú ném ba điểm trong sự nghiệp nhanh nhất lịch sử giải đấu, ít hơn người giữ kỷ lục tiền nhiệm 227 trận, Ray Allen. Ngoài ra, Curry còn là cầu thủ đạt 100 quả ba điểm nhanh nhất trong một mùa giải chỉ sau 19 trận, phá kỷ lục 20 trận trước đó của chính bản thân anh.

## Thống kê sự nghiệp

### NBA

#### Mùa giải chính
| Năm       | Đội          | GP  | GS  | MPG  | FG%  | 3P%  | FT%   | RPG | APG | SPG  | BPG | PPG   |
| --------- | ------------ | --- | --- | ---- | ---- | ---- | ----- | --- | --- | ---- | --- | ----- |
| 2009–10   | Golden State | 80  | 77  | 36.2 | .462 | .437 | .885  | 4.5 | 5.9 | 1.9  | 0.2 | 17.5  |
| 2010–11   | Golden State | 74  | 74  | 33.6 | .480 | .442 | .934* | 3.9 | 5.8 | 1.5  | 0.3 | 18.6  |
| 2011–12   | Golden State | 26  | 23  | 28.2 | .490 | .455 | .809  | 3.4 | 5.3 | 1.5  | 0.3 | 14.7  |
| 2012–13   | Golden State | 78  | 78  | 38.2 | .451 | .453 | .900  | 4.0 | 6.9 | 1.6  | 0.2 | 22.9  |
| 2013–14   | Golden State | 78  | 78  | 36.5 | .471 | .424 | .885  | 4.3 | 8.5 | 1.6  | 0.2 | 24.0  |
| 2014–15†  | Golden State | 80  | 80  | 32.7 | .487 | .443 | .914* | 4.3 | 7.7 | 2.0  | 0.2 | 23.8  |
| 2015–16   | Golden State | 79  | 79  | 34.2 | .504 | .454 | .908* | 5.4 | 6.7 | 2.1* | 0.2 | 30.1* |
| 2016–17†  | Golden State | 79  | 79  | 33.4 | .468 | .411 | .898  | 4.5 | 6.6 | 1.8  | 0.2 | 25.3  |
| 2017–18†  | Golden State | 51  | 51  | 32.0 | .495 | .423 | .921* | 5.1 | 6.1 | 1.6  | 0.2 | 26.4  |
| 2018–19   | Golden State | 69  | 69  | 33.8 | .472 | .437 | .916  | 5.3 | 5.2 | 1.3  | 0.4 | 27.3  |
| 2019–20   | Golden State | 5   | 5   | 27.8 | .402 | .245 | 1.000 | 5.2 | 6.6 | 1.0  | 0.4 | 20.8  |
| 2020–21   | Golden State | 63  | 63  | 34.2 | .482 | .421 | .916  | 5.5 | 5.8 | 1.2  | 0.1 | 32.0* |
| 2021–22†  | Golden State | 64  | 64  | 34.5 | .437 | .380 | .923  | 5.2 | 6.3 | 1.3  | 0.4 | 25.5  |
| 2022–23   | Golden State | 56  | 56  | 34.7 | .493 | .427 | .915  | 6.1 | 6.3 | 0.9  | 0.4 | 29.4  |
| 2023–24   | Golden State | 74  | 74  | 32.7 | .450 | .408 | .923  | 4.5 | 5.1 | 0.7  | 0.4 | 26.4  |
| Sự nghiệp | Sự nghiệp    | 882 | 876 | 34.4 | .475 | .428 | .910‡ | 4.7 | 6.4 | 1.5  | 0.2 | 24.8  |
| All-Star  | All-Star     | 9   | 8   | 27.9 | .425 | .395 | 1.000 | 5.6 | 6.0 | 1.2  | 0.3 | 21.8  |

#### Play-in
| Năm    | Đội          | GP | GS | MPG  | FG%  | 3P%  | FT%   | RPG | APG | SPG | BPG | PPG  |
| ------ | ------------ | -- | -- | ---- | ---- | ---- | ----- | --- | --- | --- | --- | ---- |
| 2021   | Golden State | 2  | 2  | 44.0 | .490 | .500 | .933  | 5.5 | 4.0 | 1.5 | 0.0 | 38.0 |
| 2024   | Golden State | 1  | 1  | 36.5 | .500 | .429 | 1.000 | 4.0 | 2.0 | 2.0 | 1.0 | 22.0 |
| Career | Career       | 3  | 3  | 41.5 | .493 | .484 | .944  | 5.0 | 3.3 | 1.7 | 0.3 | 32.7 |

#### Playoffs
| Năm       | Đội          | GP  | GS  | MPG  | FG%  | 3P%  | FT%  | RPG | APG | SPG | BPG | PPG  |
| --------- | ------------ | --- | --- | ---- | ---- | ---- | ---- | --- | --- | --- | --- | ---- |
| 2013      | Golden State | 12  | 12  | 41.4 | .434 | .396 | .921 | 3.8 | 8.1 | 1.7 | 0.2 | 23.4 |
| 2014      | Golden State | 7   | 7   | 42.3 | .440 | .386 | .881 | 3.6 | 8.4 | 1.7 | 0.1 | 23.0 |
| 2015†     | Golden State | 21  | 21  | 39.3 | .456 | .422 | .835 | 5.0 | 6.4 | 1.9 | 0.1 | 28.3 |
| 2016      | Golden State | 18  | 17  | 34.3 | .438 | .404 | .916 | 5.5 | 5.2 | 1.4 | 0.3 | 25.1 |
| 2017†     | Golden State | 17  | 17  | 35.3 | .484 | .419 | .904 | 6.2 | 6.7 | 2.0 | .2  | 28.1 |
| 2018†     | Golden State | 15  | 14  | 37.0 | .451 | .395 | .957 | 6.1 | 5.4 | 1.7 | 0.7 | 25.5 |
| 2019      | Golden State | 22  | 22  | 38.5 | .441 | .377 | .943 | 6.0 | 5.7 | 1.1 | 0.2 | 28.2 |
| 2022†     | Golden State | 22  | 18  | 34.7 | .459 | .397 | .829 | 5.2 | 5.9 | 1.3 | 0.4 | 27.4 |
| 2023      | Golden State | 13  | 13  | 37.9 | .466 | .363 | .845 | 5.2 | 6.1 | 1.0 | 0.5 | 30.5 |
| Sự nghiệp | Sự nghiệp    | 147 | 141 | 37.4 | .453 | .397 | .889 | 5.3 | 6.2 | 1.5 | 0.3 | 27.0 |

### Đại học
| Năm       | Đội       | GP  | GS  | MPG  | FG%  | 3P%  | FT%  | RPG | APG | SPG | BPG | PPG   |
| --------- | --------- | --- | --- | ---- | ---- | ---- | ---- | --- | --- | --- | --- | ----- |
| 2006–07   | Davidson  | 34  | 33  | 30.9 | .463 | .408 | .855 | 4.6 | 2.8 | 1.8 | 0.2 | 21.5  |
| 2007–08   | Davidson  | 36  | 36  | 33.1 | .483 | .439 | .894 | 4.6 | 2.9 | 2.0 | 0.4 | 25.9  |
| 2008–09   | Davidson  | 34  | 34  | 33.7 | .454 | .387 | .876 | 4.4 | 5.6 | 2.5 | 0.2 | 28.6* |
| Sự nghiệp | Sự nghiệp | 104 | 103 | 32.6 | .467 | .412 | .876 | 4.5 | 3.7 | 2.1 | 0.3 | 25.3  |